# Maatschappelijke gevolgen van de coronacrisis in Nederland
De coronacrisis in Nederland leidde tot grote maatschappelijke gevolgen. Onder meer alle scholen, universiteiten, bibliotheken, cafés, kapperszaken, musea, bioscopen en restaurants sloten op last van de landelijke overheid de deuren. De centrale eindexamens op alle middelbare scholen werden geschrapt. Sportwedstrijden en tal van andere evenementen werden afgelast. Aan iedereen werd geadviseerd om 1,5 meter afstand van elkaar te bewaren en niet naar het buitenland te reizen als dat niet echt noodzakelijk was. Daarnaast werd gevraagd om zoveel mogelijk binnen te blijven (sociale onthouding) en zo mogelijk vanuit huis te werken.

## Sociologische, psychologische en filosofische duidingen
Naarmate de coronacrisis langer duurde komen er meer sociologen, psychologen en filosofen in beeld die hun zorgen uiten over de effecten van de lockdown naast die van het virus. Al vroeg liet filosoof en psychiater professor Damiaan Denys zich onder andere bij Op1 en in een aantal artikelen uit dat de lockdown serieuze problemen oplevert voor de samenleving. Ook de filosofen Ad Verbrugge en René ten Bos en in Vlaanderen klinisch psycholoog Mattias Desmet en Sam Brokken voeren een soortgelijk debat. Lector gezondheidswetenschappen Sam Brokken beweert dat hij om deze kritische houding ontslagen werd bij PXL, maar dit wordt door PXL ontkend. De visie van deze filosofen en psychologen wordt tevens gedeeld door economen als Kees de Kort, Robin Fransman (Herstel-NL) en Barbara Baarsma die juist de focus op de welzijnsachterstand vanuit een sociaal-economische bril hebben. Daartegenover zijn er ook denkers, waaronder Maarten Boudry, die het beleid juist bekritiseren als te langzaam en niet hard genoeg.

## Cultuur en vrijetijdsbesteding

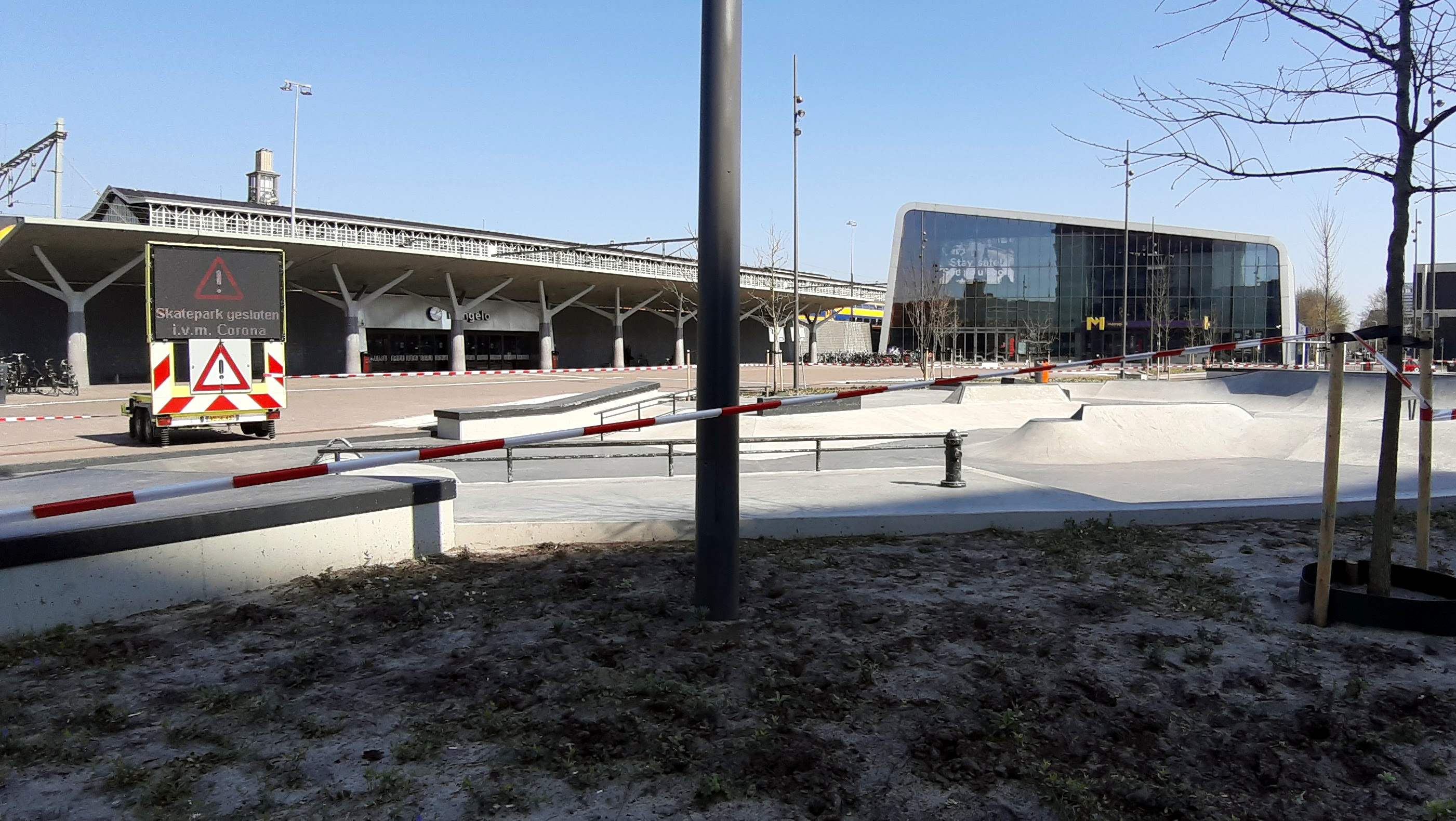
Afgesloten skatepark en poppodium Metropool naast het verlaten station Hengelo, maart 2020

Het aantal toeristen en bezoekers van culturele en toeristische bestemmingen nam sinds begin maart sterk af. Veel hotels en restaurants zagen een teruglopende omzet. Veel openbare gelegenheden en evenementen werden vanaf 12 maart gesloten of afgelast: tot eind maart geen of beperkt bezoek aan beurzen, bibliotheken, markten, musea, concerten, theaters en sportwedstrijden. Ook veel kerken en moskeeën blijven gesloten. Met tracht hier de leemte te vullen door met digitale middelen op afstand te volgen diensten. De Nederlandse Vereniging van Bioscopen en Filmtheaters adviseerde haar leden niet meer dan 100 personen per bioscoopzaal toe te laten. Er waren ook bioscopen waarbij het aantal toegelaten bezoekers per zaal bovendien niet hoger was dan 30% van het aantal plaatsen. Op zondagavond 15 maart werden alsnog alle bioscopen gesloten.
Per 13 maart werden alle vestigingen van Holland Casino gesloten. Restaurants en winkels stonden voor de beslissing hoeveel klanten ze binnenlieten, of gingen op drukke uren dicht.
Het gratis reizen met de trein met het Boekenweekgeschenk op zondag 15 maart ging niet door. De Boekenweek, die eigenlijk tot en met 15 maart 2020 zou duren, werd verlengd tot eind maart.
Vanaf 30 maart zijn toeristen in Zeeland niet meer welkom. Vanaf die dag zijn toeristische nachtverblijven niet meer toegestaan. "Het is namelijk geen vakantietijd, maar crisistijd", schrijft de Veiligheidsregio Zeeland op 27 maart.
Op 25 maart kondigde de Keukenhof aan dit seizoen niet open te gaan nu de maatregelen tot 1 juni waren verlengd. Op 14 maart was al gemeld dat de openingsdatum van 21 maart was uitgesteld. De Keukenhof zou normaal gesproken zijn deuren op 10 mei sluiten.

### Evenementen
Ook vele muziekfestivals gingen niet door. 27 april zou in 2020 een zeer sober karakter hebben, daar evenementen, vrijmarkten en massale bijeenkomsten dat jaar op Koningsdag niet mogelijk waren. Er werd al gedacht aan een alternatief op 31 augustus.
De Nationale dodenherdenking op 4 mei op de Dam in Amsterdam ging wel door, met een toespraak van de koning, maar zonder publiek. Alle veertien bevrijdingsfestivals op 5 mei werden afgelast. Ook de 'Maand van de vrijheid' in mei, die in het kader van de viering van 75 jaar bevrijding was gepland, ging niet door.
Op 16 maart werden de Koningsspelen afgelast. Het bezoek aan Maastricht van koning Willem-Alexander en koningin Máxima op Koningsdag 27 april ging ook niet door. De koning en koningin bleven echter welkom op een later tijdstip.
Op 18 maart werd het Eurovisiesongfestival 2020 afgelast. Het zou van 12 tot 16 mei in Rotterdam plaatsvinden.
Op 19 maart werd de Dutch Grand Prix 2020 uitgesteld. Op dezelfde dag werd het bloemencorso in de Bollenstreek en Haarlem afgelast.
Door de op 23 maart nieuw aangekondigde maatregelen werden alle vergunningplichtige evenementen tot 1 juni afgelast. Zo ging in het Koninklijk Concertgebouw in Amsterdam het Mahler Festival (8 t/m 17 mei), dat sinds 2013 werd voorbereid, niet door. Ook de Operadagen Rotterdam (21 t/m 30 mei) en Oranjewoud (29 mei t/m 1 juni) werden geannuleerd.

### Attractieparken
Van de attractieparken sloot Duinrell op 12 maart 2020 als eerste de poorten voor bezoekers. De Efteling nam diverse maatregelen zoals het sluiten van drukke wachtrijen. Alsnog sloot het park op 14 maart voor minstens twee weken. Dit werd daarna verlengd vanwege overheidsmaatregelen. De bouw van de nieuwe achtbaan in het park werd niet stilgelegd. Ook overige werkzaamheden zoals reinigingswerk- en onderhoudswerkzaamheden bleven doorgaan. Volgens het attractiepark had ondanks de sluiting de bewaking van het park het nog druk. Aan de hekken van het park en  op het parkeerterrein verschenen de gehele dag door dagjestoeristen.
Attractiepark Toverland hield het park eerst geopend en nam extra maatregelen zoals het extra reinigen van veiligsheidsbeugels. Uiteindelijk besloot Toverland op 13 maart na overleg met de gemeente Horst aan de Maas ook de deuren te sluiten. Het attractiepark gaf aan 28 maart de poorten weer te willen openen, maar zag hier later weer vanaf. In een videoboodschap sprak de directie van het park het thuiszittende personeel toe en gaf aan dat ze zich geen zorgen om de toekomst moesten maken. Ook werden evenementen die georganiseerd waren in april en mei afgelast. Vanaf april waren langs diverse autosnelwegen reclameborden van het attractiepark te zien waarin ingespeeld werd op de coronacrisis.
Attractieparken die nog gesloten waren vanwege het winterseizoen zoals Attractiepark Slagharen en Avonturenpark Hellendoorn gaven aan het begin van het zomerseizoen uit te stellen.
Op 22 maart organiseerden Attractiepark Toverland en de Efteling een lichtshow zonder publiek vanwege de actie LightTheSky om Nederlanders een hart onder de riem te steken.
BillyBird Park Hemelrijk gaf in april aan zich voor te breiden op het heropenen van het attractiepark. Het park was hierover in gesprek met de lokale overheid. De eigenaar vond het vreemd dat stadsparken en buurtspeeltuinen geopend mogen blijven, terwijl attractieparken verplicht gesloten moesten blijven.
Wanneer de attractieparken weer geopend mogen worden, beslisten de veiligheidsregio's. Op 8 mei communiceerden Walibi Holland, Duinrell en de Efteling hun verwachte openingsdatum naar de buitenwereld. De weken die daarop volgde openden verschillende attractieparken hun deuren voor bezoekers.
De attractieparken namen de volgende maatregelen:
- Bezoekers moesten een tijdslot reserveren.
- Bezoekers dienden 1,5 meter afstand van elkaar te houden.
- Er werden verplichte looproutes ingesteld.
- Er stonden desinfectiepunten verspreid door de parken.
- De capaciteit van attracties werd verlaagd. Personen die niet direct aan elkaar verwant zijn mochten niet bij elkaar in hetzelfde voertuig.
- Veiligheidsbeugels werden gecontroleerd door middel van een haak.
- Personeel droeg waar nodig plastic veiligheidsmaskers.

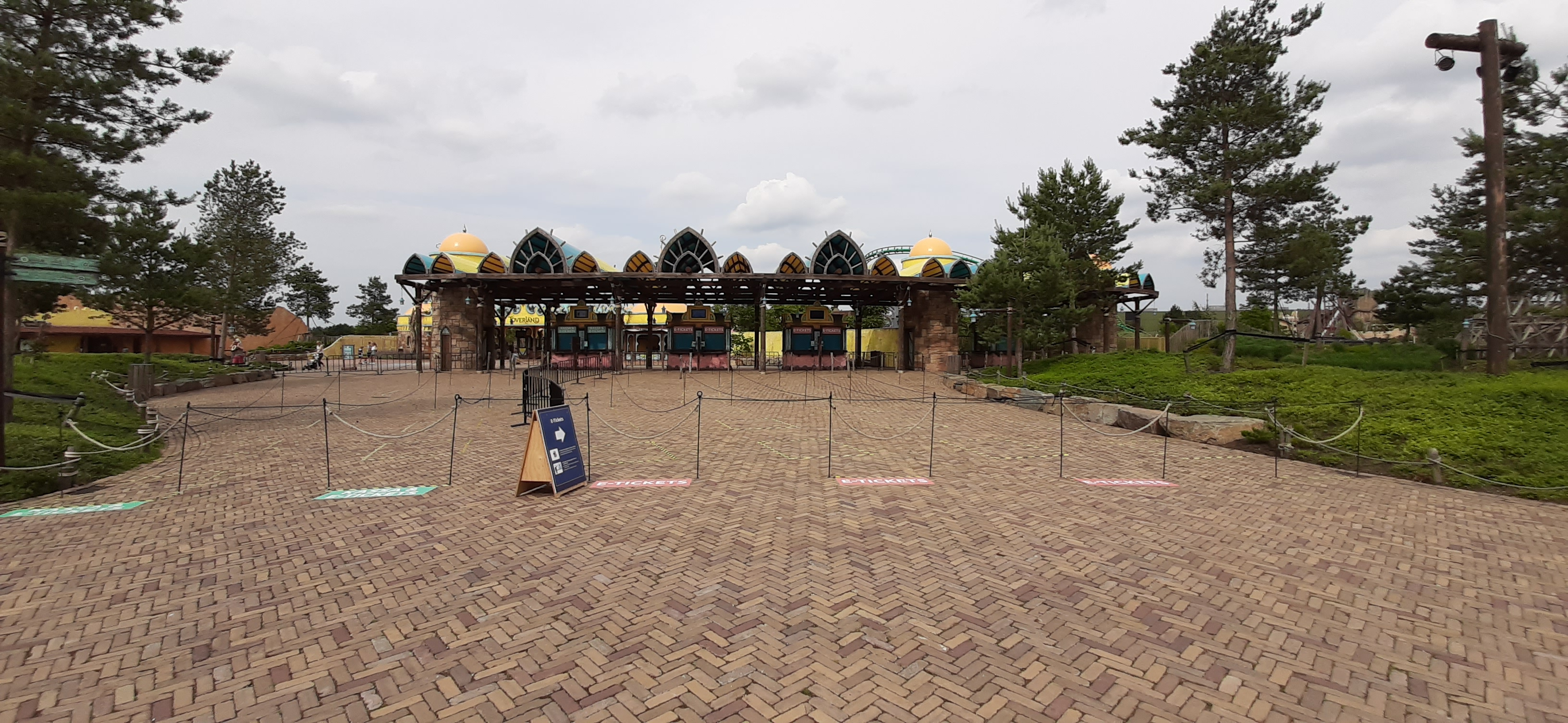
Aangepaste wachtrijen bij de entree van Attractiepark Toverland.
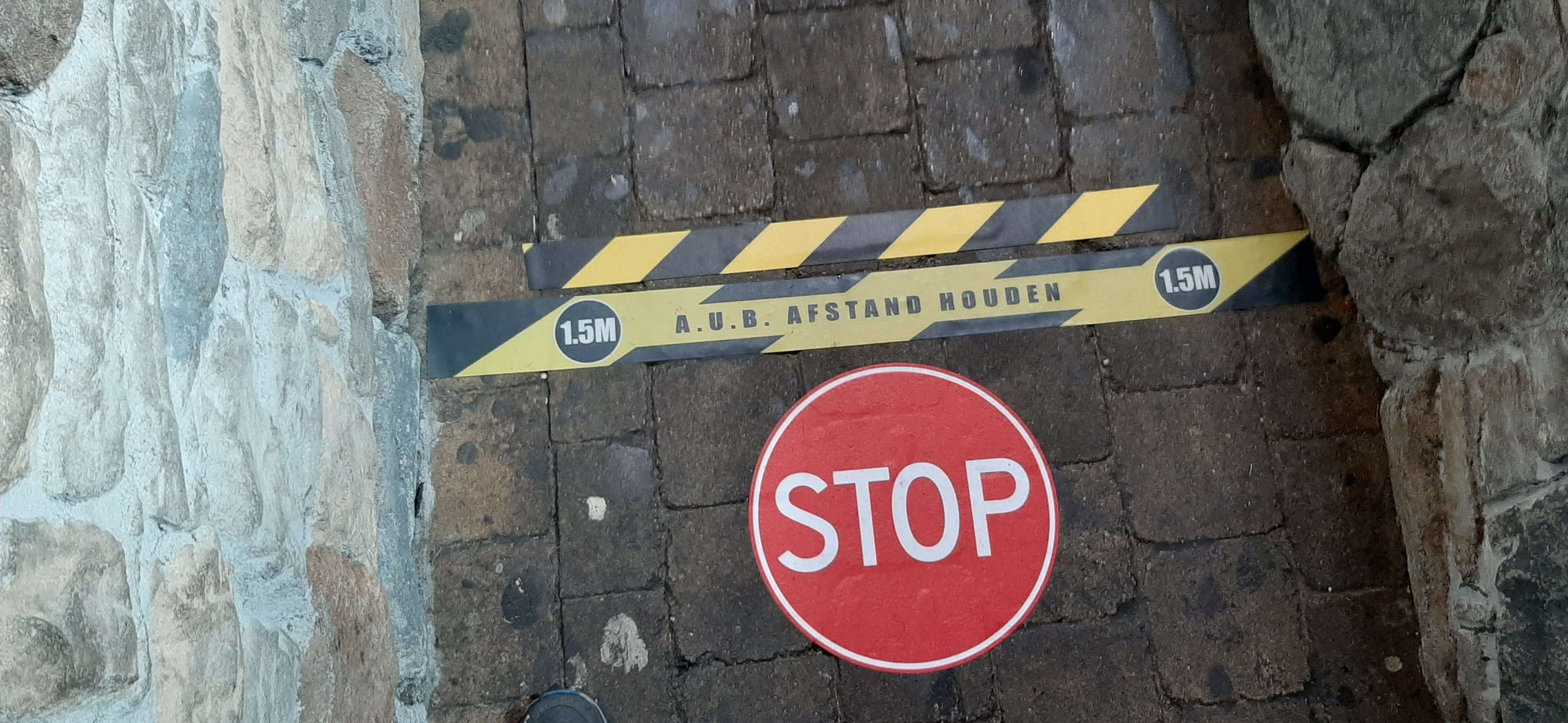
Plastic markering in de wachtrijen.
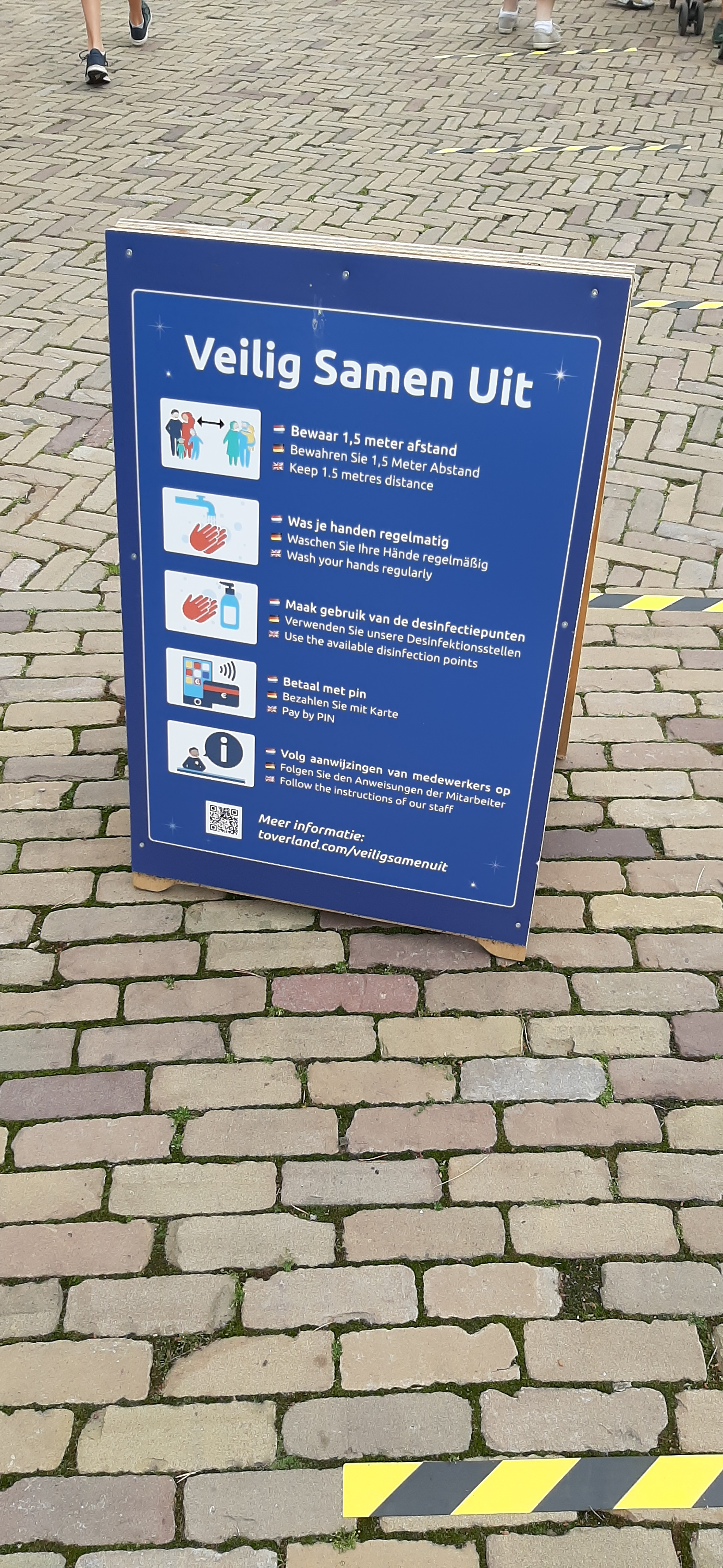
Aangepaste parkreglementen.

### Dierentuinen
Het Dolfinarium Harderwijk besloot op 13 maart de weekenden van 14 en 15 maart en 21 en 22 maart dicht te blijven. Het dierenpark gaf aan 6 april de poorten weer te willen openen, maar dit werd uiteindelijk uitgesteld Van Artis waren alleen de binnenverblijven gesloten. Op 15 maart 2020 meldden Artis, Blijdorp en Ouwehands alsnog hun deuren geheel te sluiten. Uilen- en dierenpark de Paay in Beesd was de enige dierentuin in Nederland die geopend bleef.
Wanneer de dierentuinen weer geopend mogen worden, beslissen de veiligheidsregio's. Wildlands Adventure Zoo Emmen was de eerste dierentuin van Nederland die toestemming kreeg om te heropenen. Op 7 mei werd bekendgemaakt dat het park 25 mei mag openen voor bezoekers. De dagen die daarop volgden communiceerden meer dierentuinen hun openingsdatum.
De volgende maatregelen namen dierentuinen:
- Bezoekers moesten een tijdslot reserveren.
- De maximum capaciteit van de dierentuinen waren verlaagd.
- Bezoekers dienden 1,5 meter afstand van elkaar te houden.
- Werden er verplichte looproutes ingesteld.
- Stonden er verspreid door de parken desinfectiepunten.
- Per dierenverblijf/uitzichtpost mocht een maximum aantal personen het gebouw betreden.

### Musea
Nagenoeg alle grote musea sloten vanaf 12 maart op advies van de overheid hun deuren. Oorlogsmuseum Overloon bleef open en liet maximaal 100 bezoekers toe in het pand. Op 15 maart besloot het museum alsnog te sluiten. Ook een aantal streekmusea bleef vooralsnog open, maar vanaf 16 maart was alles gesloten. In de dagen die daarop volgden, speelden verschillende musea hierop in door online via sociale media extra berichten over kunstwerken te plaatsen en online rondleidingen te geven.
De tentoonstelling 'Besmet' over besmettelijke ziekten in Rijksmuseum Boerhaave in Leiden, die op 15 april door koning Willem-Alexander geopend zou worden, werd uitgesteld.
Op 10 april 2020 kwam Oorlogmuseum Overloon via sociale media met het bericht naar buiten dat ze een 'anderhalve meter team' opgericht hadden om alvast maatregelen te treffen bij een toekomstige opening. Het museum ging ervan uit dat tijdens het afbouwen van de maatregelen er nog restricties aan een bij museumbezoeken hingen. Het museum hoopte het eerste anderhalve-meter-museum van Nederland te zijn. Dit is uiteindelijk niet gebeurd. Er werden geen uitzonderingen gemaakt op een eerdere opening.
Op 1 juni openden de musea hun deuren voor bezoekers. Echter met de volgende beperkingen:
- Bezoekers moesten een tijdslot reserveren.
- De maximum capaciteit van de musea waren verlaagd.
- Bezoekers dienden 1,5 meter afstand van elkaar te houden.
- Werden er verplichte looproutes ingesteld.
- Stonden er verspreid door het museum desinfectiepunten.
- Fotograferen en filmopnames maken was in sommige musea verboden om de doorstroming zo min mogelijk te belemmeren.
- Per museumzaal gold een maximum aantal bezoekers.

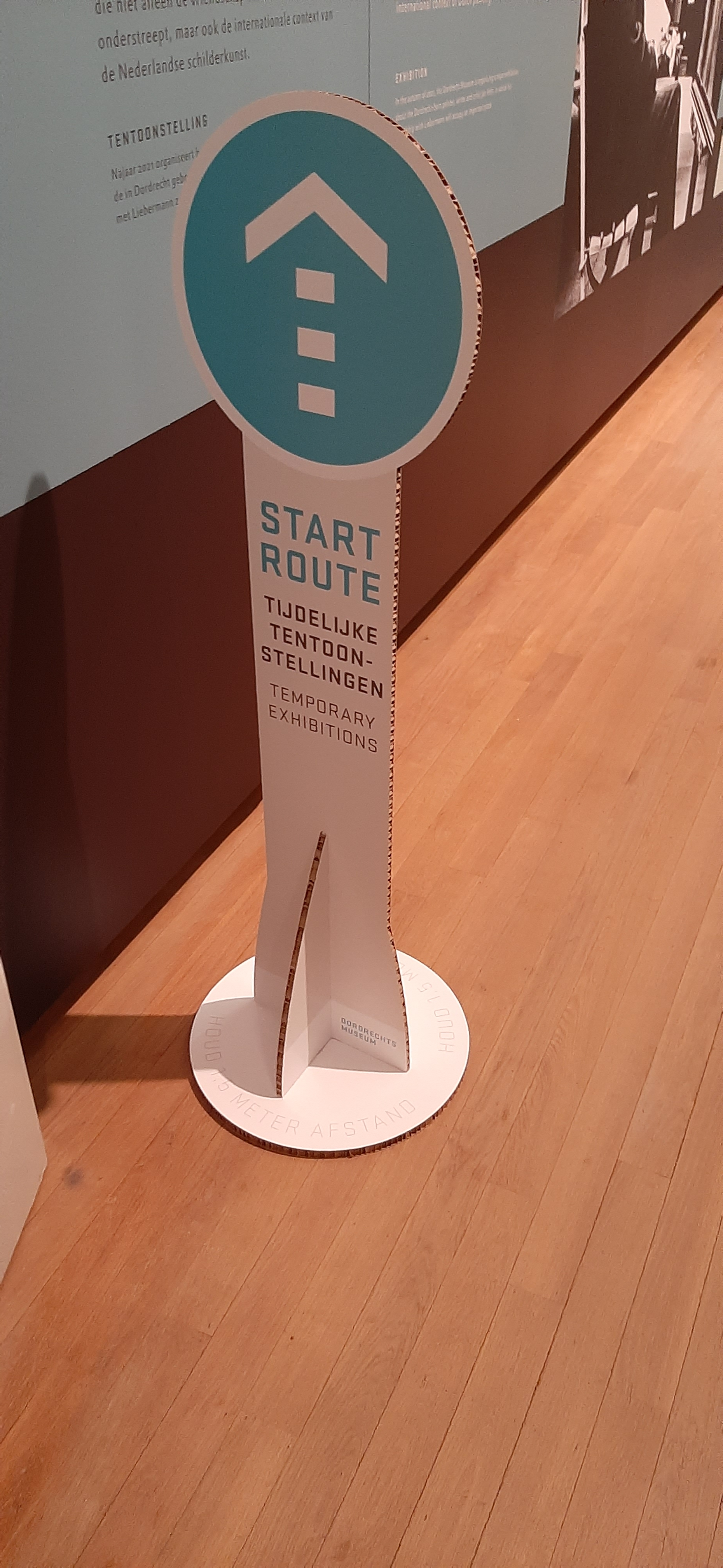
Verplichte looproute in het Dordrechts Museum.
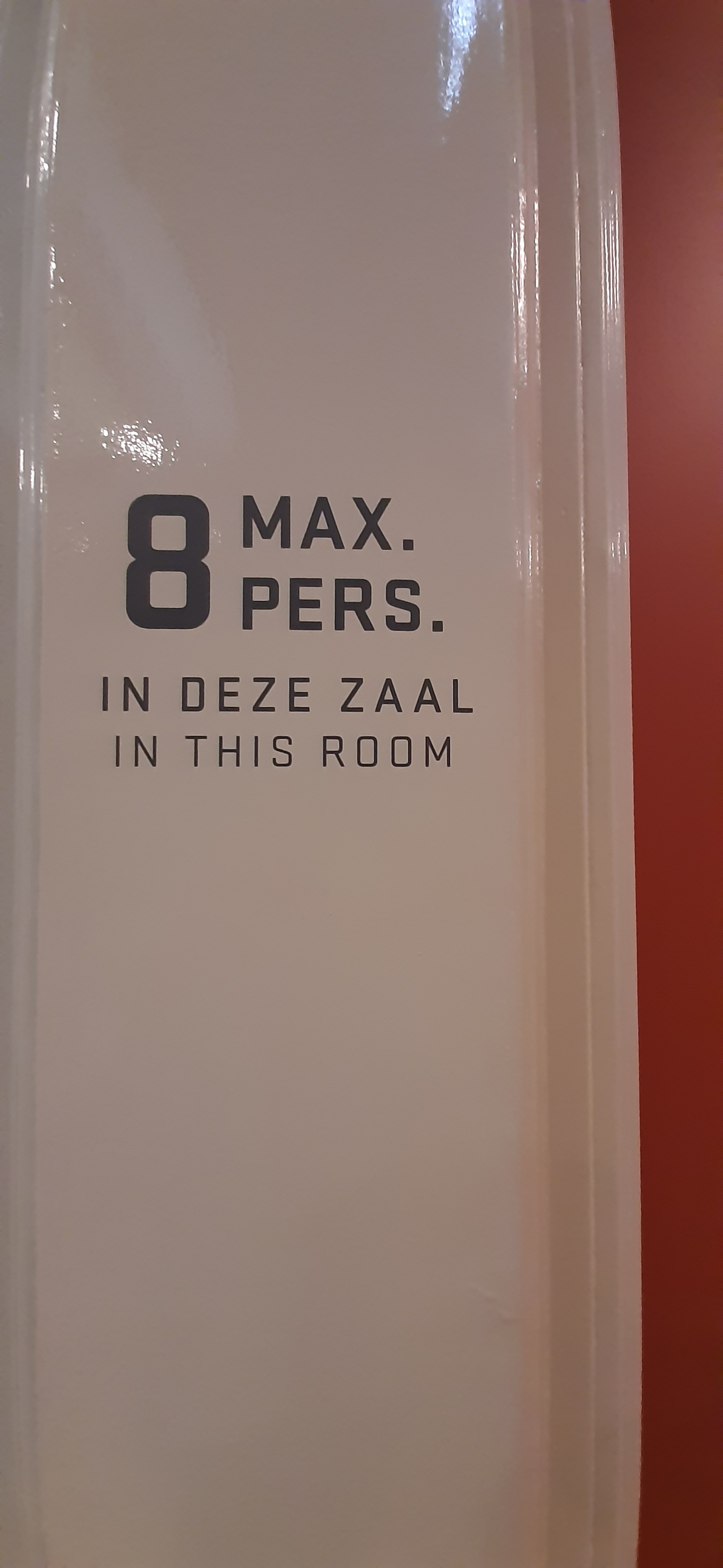
Maximum aantal bezoekers per zaal in het Dordrechts Museum.

### Natuurgebieden
Doordat vrijwel alle culturele en amusement gerelateerde instellingen en parken gesloten waren, zorgde dit voor drukte in natuurgebieden. Natuurmonumenten en Staatsbosbeheer riepen 22 maart op om niet meer naar hun natuurgebieden te komen. Mede doordat bezoekers de voorschriften van de overheid negeerden. Bij het Naardermeer ontstonden ruzies over parkeerplaatsen. Op de Posbank nabij Velp stierf een zwijn door een verkeersongeval met een motorfiets. Natuurmonumenten en de politie gaven de onverwachtse drukte en bezoekers als oorzaak. Wilde zwijnen zijn vrijwel nooit overdag actief. Boswachters gaven aan dat veel bezoekers met grote groepen de natuurgebieden in trokken. Een aantal natuurbeheerders hebben aangegeven strenger te zullen handhaven op het afstand houden van wilde dieren en op de paden blijven.
Nationaal Park De Hoge Veluwe bleef geopend, maar sloot alle faciliteiten zoals het restaurant, bezoekerscentrum en de camping. Ook werden (groeps)rondleidingen geannuleerd, de openingstijden aangepast en sloot de zuidelijke entree in Schaarsbergen. De witte huurfietsen waren nog wel te leen. De zuidelijke entree werd later alsnog weer geopend om de bezoekersstroom te verspreiden.
Door de grote drukte vanwege het mooie lenteweer hebben aan de Hollandse kust onder meer de gemeenten Bloemendaal, Zandvoort, Noordwijk en Katwijk op 21 maart opgeroepen om niet meer naar het strand te komen. Deze kustplaatsen sloten alle toegangswegen naar het strand af. In Bloemendaal aan Zee en Zandvoort zijn ook de parkeervoorzieningen afgesloten en blijven de toegangswegen afgesloten zolang dit nodig is.
Diverse politici, organisaties etc. benadrukten dat naar buiten gaan geen probleem was, zolang men zich maar aan de regels houdt, dus drukke plekken mijdt, 1,50 m afstand houdt en niet naar buiten gaat met griepverschijnselen.

Omdat de verwachting was dat op zondag 5 april temperaturen tegen de twintig graden zouden stijgen, riep premier Mark Rutte om vooral thuis te blijven ondanks het mooie weer. Ondanks de oproep stonden er files op de N15, vanwege bezoekers aan het Maasvlaktestrand. De politie en Rijkswaterstaat sloten vanaf knooppunt Slufter de weg voor recreanten af. Ook was er drukte bij het drielandenpunt in Vaals. Natuurmonumenten gaf aan dat het over het algemeen rustiger is in de natuurgebieden. Er zijn diverse mountainbikers en wielrenners aangesproken op hun gedrag.

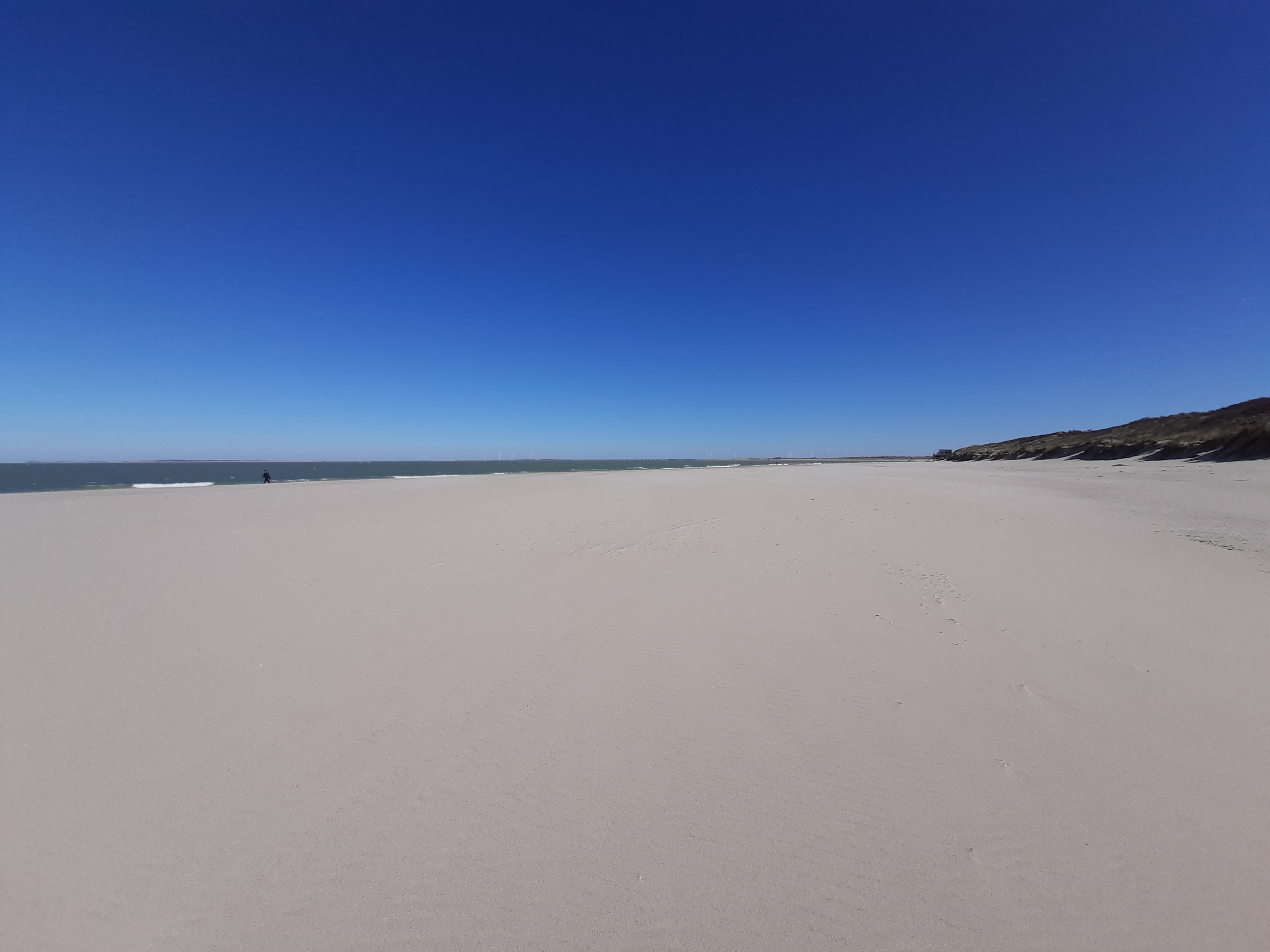
Uitgestorven strand in natuurgebied Oranjezon. Tevens geen vliegverkeer zichtbaar, maart 2020
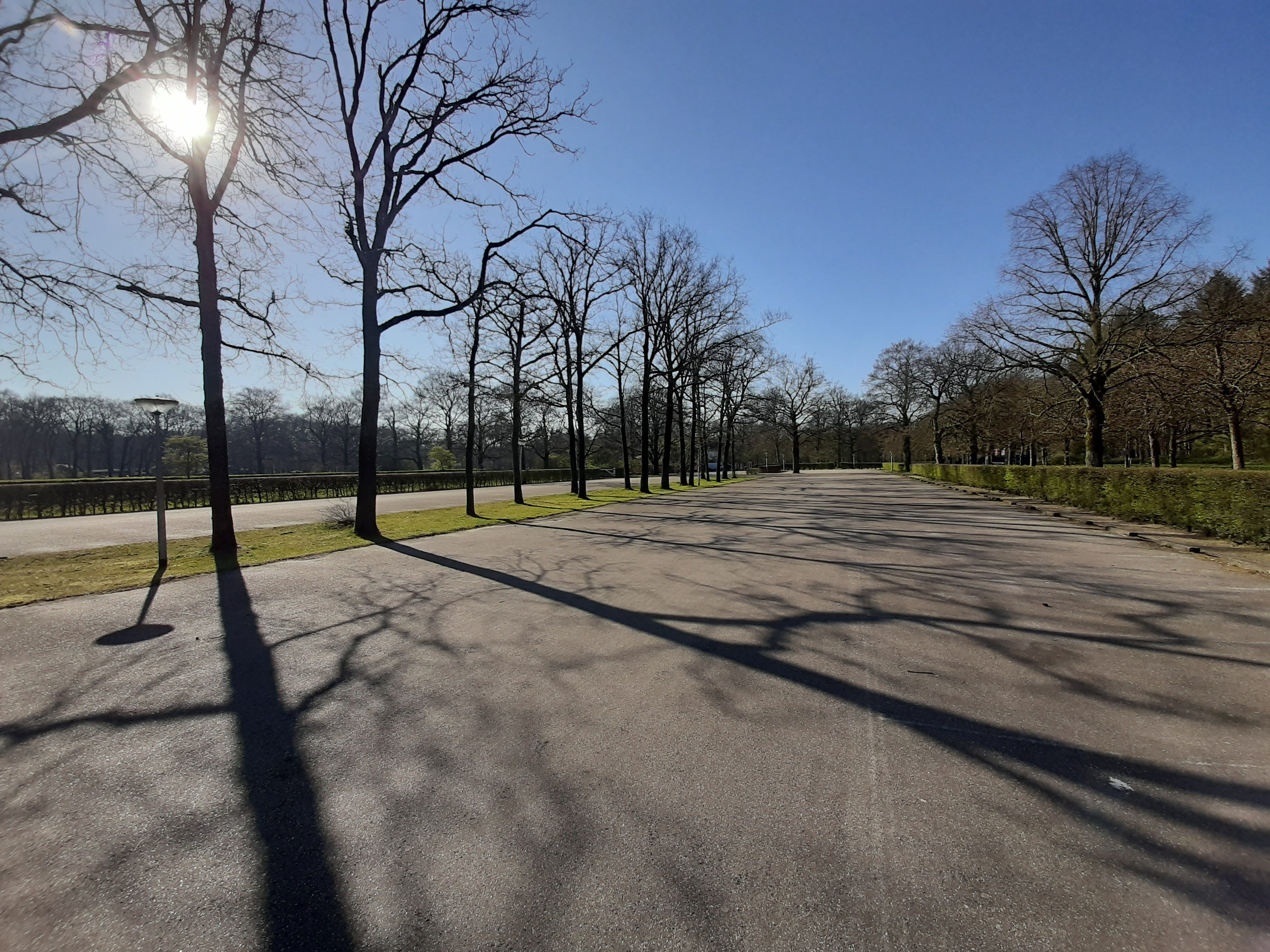
Leeg parkeerterrein bij de zuidelijke entree van Nationaal Park De Hoge Veluwe, april 2020
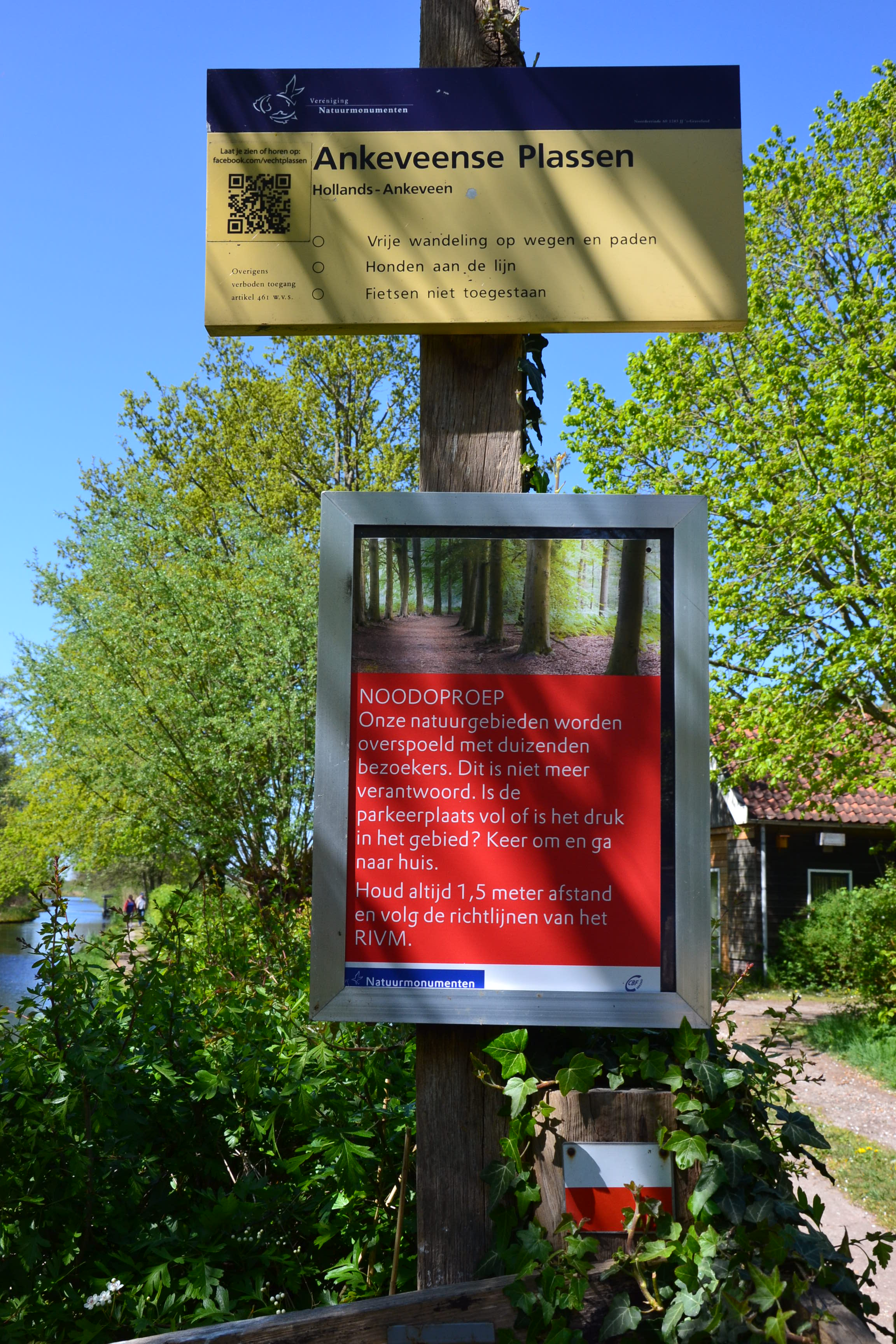
Bij Ankeveen, april 2020
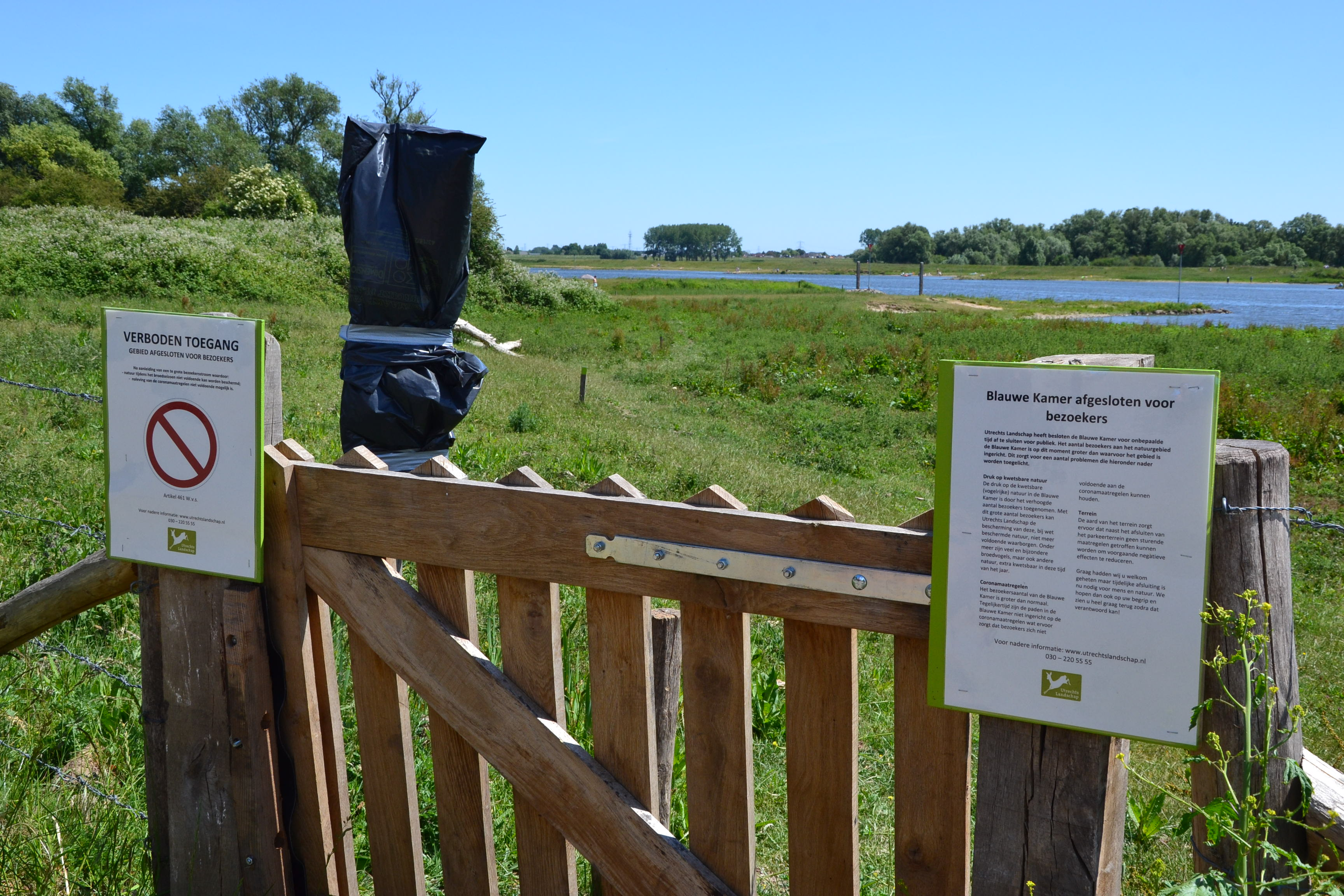
Blauwe Kamer, 1 juni 2020

## Gezondheidszorg
In het kader van de COVID-19-maatregelen wordt het beroep van in de zorg werkzame mensen door het RIVM aangemerkt als "cruciaal". Vanaf de eerste aankondigingen van de maatregelen op 16 maart sluiten ook de meeste dagopvangcentra, zoals bijvoorbeeld voor cliënten in de GGZ en GHZ, en voor de jeugdzorg, hun deuren. Zorg wordt zoveel mogelijk op afstand geboden, via telefoon en videochat. Patiënten in de verpleeg- en ouderenzorg krijgen advies om geen bezoekers meer te ontvangen en groepsactiviteiten binnen de instellingen worden geannuleerd.
Het RIVM stelt speciale protocollen op voor zorgmedewerkers die werkzaam zijn in ziekenhuizen en de zorgmedewerkers buiten ziekenhuizen.
Voor dak- en thuislozen worden, naast de reguliere nachtopvangplekken, in diverse steden extra opvangplekken gecreëerd, waardoor nacht- en dagopvang mogelijk wordt. Ook hiervoor worden door het RIVM richtlijnen opgesteld.
In de ziekenhuizen wordt alles in gereedheid gebracht voor de verwachte patiënten met COVID-19: enerzijds worden de IC-capaciteiten uitgebreid, anderzijds worden niet-essentiële opnames en behandelingen uitgesteld. In de ziekenhuizen schieten twintigduizend oud-zorgmedewerkers te hulp, door hun oud baan als verpleegkundige weer op te pakken. In de totale zorg zijn vierduizend fulltime banen nodig. Een herregistratie voor verpleegkundigen in het BIG-register die was aangekondigd, wordt vanwege de COVID-uitbraak uitgesteld.
Vooral zorgmedewerkers die buiten de ziekenhuizen werken klagen over het niet testen van zorgmedewerkers door een te streng testbeleid, een tekort aan persoonlijke beschermingsmiddelen, zoals mondkapjes, en een hoge werkdruk door een tekort aan inzetbare mensen

### Geestelijke gezondheidszorg
Uit gedragsonderzoek van het RIVM blijkt dat in tijden van strikte lockdowns het mentale welzijn van inwoners afneemt. Volgens de Nederlandse ggz geldt dit met name voor kinderen en jongeren. Er is sprake van een stijging van het aantal kinderen dat in crisis raakt en een beroep doet op een jeugd-ggz-instelling. Eind 2020 is in sommige regio's het aantal crisismeldingen bij jeugd-ggz-instellingen met 60 procent toegenomen ten opzichte van een jaar eerder.

## Internationaal toerisme

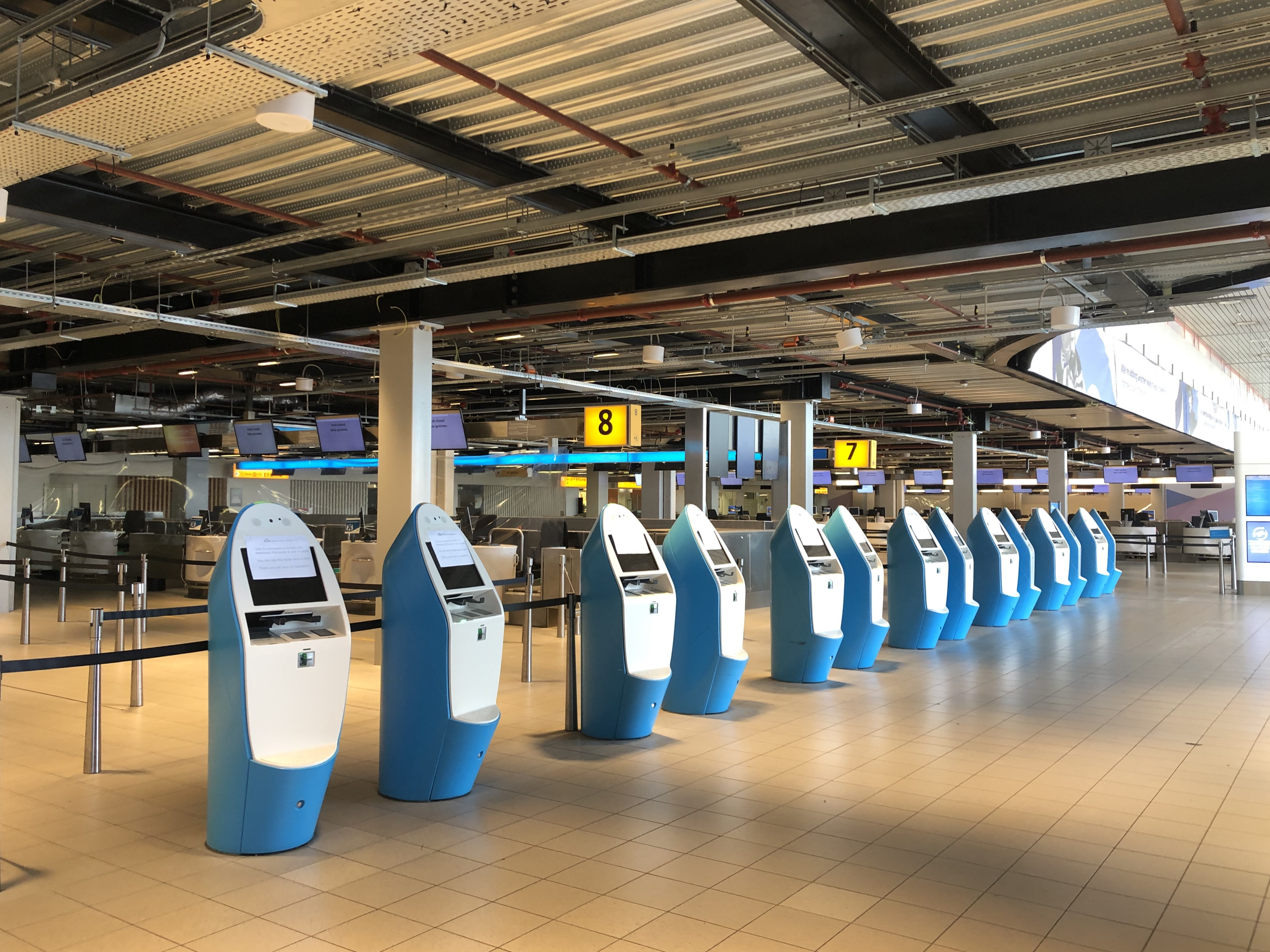
Buitendienstgestelde incheckbalies op Schiphol van de KLM op 4 april 2020.

Als gevolg van het grotendeels stilvallen van het luchtverkeer naar Amerika, Italië en diverse Aziatische landen, verloor de KLM een groot percentage van zijn passagiers. Ook naar diverse Europese landen nam het aantal reizigers sterk af. Op Schiphol nam de drukte sterk af door het verminderde reizigersaanbod. Het verminderde vervoer leidde tot verminderde werkgelegenheid.
Op 14 maart was het aantal reizigers op Schiphol gedaald met 41 procent. Er werden alleen nog vluchten uitgevoerd om mensen te repatriëren.
Door het sluiten van grenzen en het stilvallen van het luchtverkeer waren duizenden Nederlanders gestrand in het buitenland.
Niet alleen de luchtvaart, ook het reizen met cruiseschepen kwam tot stilstand. In de Amsterdamse haven waren vanaf 17 maart zee- en riviercruiseschepen niet meer welkom. Buiten de cruisebranche bleef de haven gewoon in bedrijf.
Op 18 maart was het aantal passagiers op Schiphol met ruim 60 procent afgenomen en het aantal vluchten sterk verminderd. Daarom werden vanaf 24 maart vijf van de zeven pieren gesloten. De pieren D en E bleven open voor reizigers. Bij de overige pieren werden niet (meer) gebruikte vliegtuigen geparkeerd. Van de drie aankomst- en vertrekhallen bleef er één permanent geopend. Schiphol bleef open voor repatriëring, vrachtverkeer, hulpdiensten en uitwijkende vliegtuigen.
Volgens de ANVR waren er op 18 maart circa 200.000 Nederlandse toeristen in het buitenland. Voor veel mensen was het een groot probleem om naar Nederland terug te keren als gevolg van het uitvallen van vluchten en doordat steeds meer landen hun grenzen sloten. Voor veel landen was het reisadvies nu 'oranje' of 'rood'. De verwachting was dat het nog weken zou duren voordat iedereen teruggekeerd kon zijn.
Ook de dagelijkse veerdienst tussen IJmuiden en Newcastle (Engeland) van de DFDS staakte per 21/22 maart zijn diensten, tot minimaal 13 april.

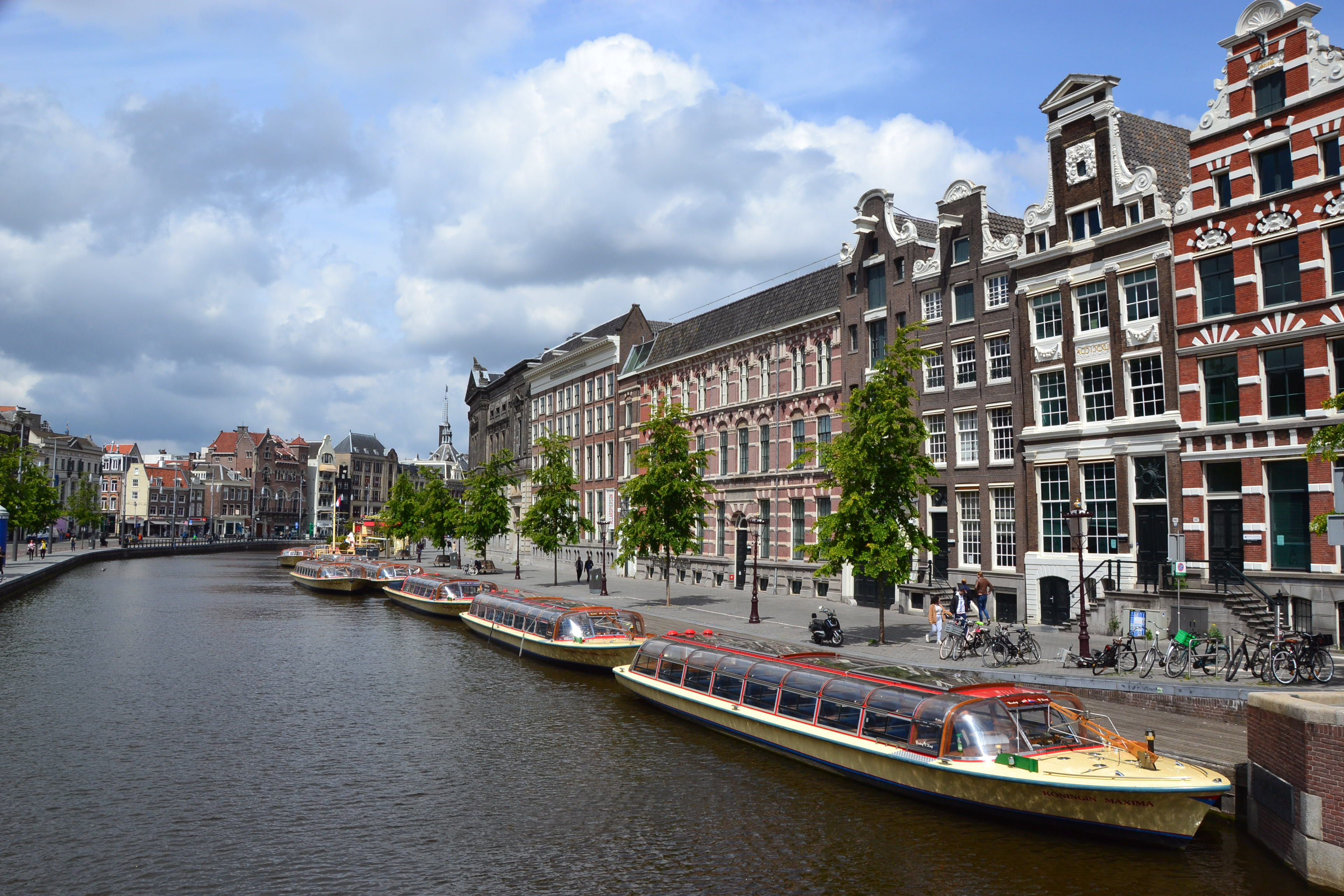
Opgelegde rondvaartboten in het Rokin, Amsterdam, 16 mei 2020
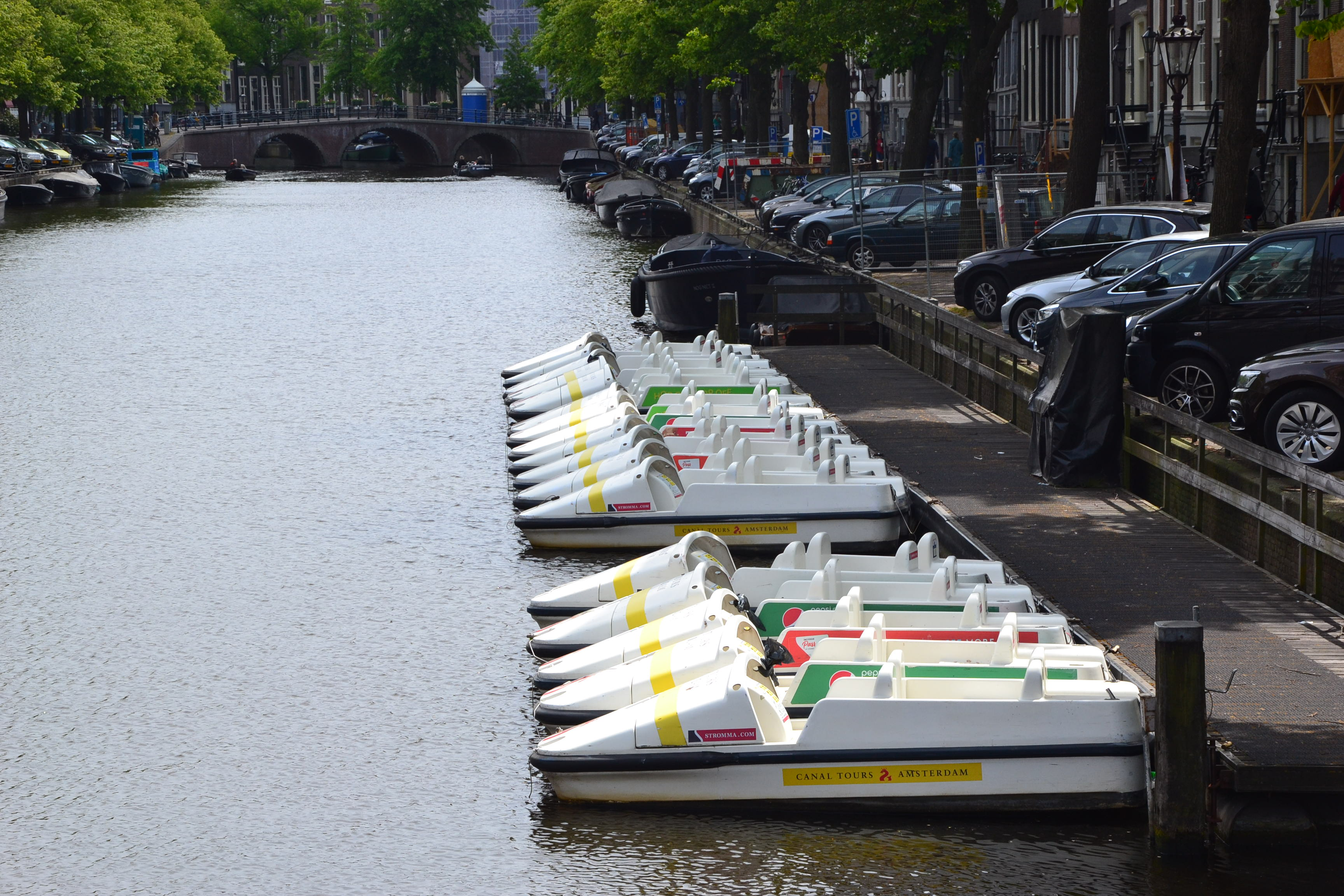
Opgelegde waterfietsen in de Keizersgracht, Amsterdam, 16 mei 2020

## Naturalisatie
Als gevolg van de coronapandemie daalde het aantal nieuwe asielzoekers in Nederland sterk. Tijdens een asielprocedure vinden er veel contactmomenten plaats, en om besmettingen te voorkomen werden de asielprocedures vanaf 12 maart tot en met 6 april opgeschort. Nadat de opvang van nieuwkomers van het COA in Ter Apel hiervoor was gesloten, werd vanaf 20 maart de Willem Lodewijk van Nassaukazerne bij Zoutkamp tijdelijk ingericht als opvanglocatie.
De richtlijnen voor inburgering worden versoepeld: voor niet-gealfabetiseerde inburgeraars worden vanaf 6 april ook de uren die men volgt via afstandsonderwijs vanuit de DUO-lening betaald. Daarnaast tellen deze uren ook mee voor een eventuele ontheffing van de inburgeringsplicht. Verder gaan de inburgeringsexamens niet door, en krijgen inburgeraars 2 maand extra tijd om in te burgeren.

## Onderwijs

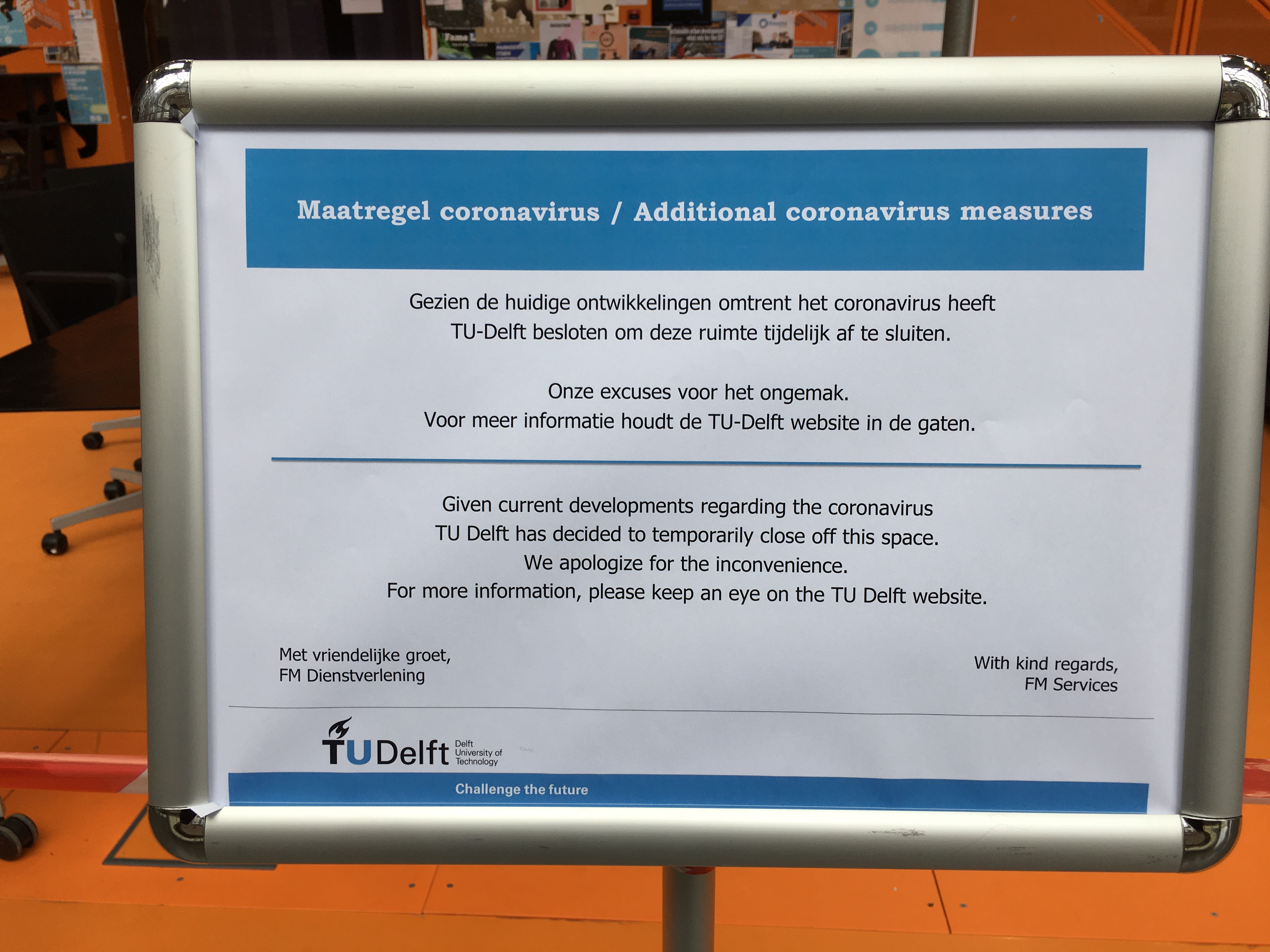
Informatiebord op de faculteit Bouwkunde van de Technische Universiteit Delft, met de mededeling dat een studieruimte is afgesloten (13 maart 2020).

Begin maart werden er nog geen maatregelen getroffen bij het onderwijs. Zo hoefden er geen scholen te sluiten, wel werden er extra preventieve maatregelen getroffen. Tevens gold het advies dat bij klachten leerlingen, studenten of leraren thuis dienden te blijven.
Ook tijdens de persconferentie van 12 maart bleef het advies overeind dat scholen de deuren niet hoefden te sluiten omdat dit volgens experts niks oplevert. Tevens zouden dan veel kinderen thuis komen te zitten en kan wellicht belangrijk personeel niet naar het werk komen of worden zij opgevangen door hun opa en oma's, en zij vormen al een kwetsbaardere groep.
Voor veel scholen en ouders was er op 13 maart veel onduidelijkheid over het wel of niet naar school laten gaan van de kinderen. In bijvoorbeeld België, Denemarken en Frankrijk zijn de scholen inmiddels wel gesloten. Overleg tussen verschillende betrokken partijen leverde op dat scholen nu zelf mogen bepalen of zij de komende tijd open of dicht zullen zijn.
Door de maatregelen wordt fysiek onderwijs op hogescholen en universiteiten afgelast en worden colleges waar mogelijk digitaal gegeven.
Op 15 maart werd aangekondigd dat alle scholen, onderwijsinstellingen en kinderopvang tot en met 6 april sluiten. Alleen kinderen van ouders met een "vitaal beroep" kunnen worden opgevangen in speciaal daarvoor geregelde kinderopvang.
Op 17 maart werd bekend dat examenkandidaten wel naar school mochten om zo te proberen het eindexamen te halen. Fysieke lessen mochten, alle andere adviezen in acht genomen, wel doorgaan. SE-cijfers mochten, in plaats van 10 dagen voor het examen, vlak voor het examen worden ingeleverd bij DUO. Daarnaast mochten scholen als uiterlijke maatregel de PTA's (Schoolexamenprogramma) aanpassen om zo toch het SE-onderdeel af te ronden. Op uiterlijk 6 april wordt er beslist over het al dan niet doorgaan van de Centrale Examens (CE).
Op 18 maart werd bekend dat de eindtoetsen groep 8 in het basisonderwijs zijn geschrapt. Dit om de werkdruk voor leraren te verlagen.
Drie dagen na het sluiten van de scholen had op 18 maart al 88 procent van de scholen het onderwijs op afstand georganiseerd. Leerlingen krijgen nu veelal les met digitale hulpmiddelen in plaats van het tot nu toe gebruikelijke klassikale onderwijs.
De Universiteit Leiden kondigde op 19 maart aan de rest van het collegejaar geen fysiek onderwijs meer aan te bieden. Alle colleges en tentamens gaan nu via internet.
Op 24 maart  werd besloten dat het Centraal examen niet doorging. Voor leerlingen in hun examenjaar is hun schoolexamen nu leidend. Er wordt een aparte slaag/zakregeling gemaakt om er voor te zorgen dat leerlingen zo min mogelijk benadeeld worden door de keuze.

## Religieuze samenkomsten
Religieuze bijeenkomsten werden opgeschort, ook met Pasen en Pinksteren. De Nederlandse bisschoppen hebben alle vieringen/missen tot 1 juni afgelast. Het Paasevenement The Passion, met een voorstelling van de kruisiging van Jezus, op 9 april werd wel gehouden, maar zonder publiek. Moskeebezoek tijdens de ramadan in april en mei is niet mogelijk. Het Suikerfeest kan niet uitbundig gevierd worden zoals voorheen.
Op 16 december 2020 besloot de Nederlandse Bisschoppenconferentie, nadat premier Rutte een tweede lockdown had afgekondigd, alle kerstvieringen in rooms-katholieke kerken tijdens de kerstnacht van 2020 te schrappen.

## Politiek
- De Eerste Kamer kwam vanaf 12 maart voor minimaal twee weken niet bijeen.[110]
- De Tweede Kamer kwam gedurende de maatregelen voorlopig minder bijeen. De meeste debatten gaan niet door, enkel coronadebatten gaan door. Waar mogelijk worden zaken digitaal afgehandeld.

Op 19 maart 2020 nam Bruno Bruins wegens oververmoeidheid ontslag als minister voor Medische Zorg en Sport. Een dag eerder was hij tijdens een debat onwel geworden in de Tweede Kamer. Zijn taken werden waargenomen door minister Hugo de Jonge van Volksgezondheid, Welzijn en Sport. Op 20 maart werd Martin van Rijn gepresenteerd als nieuwe minister voor Medische Zorg per 23 maart, als opvolger van Bruno Bruins.
Op 9 april ging de noodwet in die ervoor zorgde dat gemeenteraadsleden en leden van de Provinciale Staten thuis digitaal kunnen vergaderen en stemmen. Dit om ze te ontslaan van de verplichting om ook tijdens de coronacrisis bijeen te komen, op voorwaarde dat de besluitvorming openbaar blijft. Dit werd bekendgemaakt door minister Knops (Binnenlandse Zaken) op 25 maart.
Alle benoemingsprocedures voor burgemeesters zijn stilgelegd omdat vertrouwenscommissies en gemeenteraden niet bijeen kunnen komen.

## Rechtspraak
Rechtbanken, gerechtshoven en bijzondere rechtscolleges werden vanaf 17 maart 2020 gesloten. Enkel urgente rechtszaken gingen nog door. Publiek was niet welkom.
Op 24 maart 2020 werd bekend dat het Openbaar Ministerie hard gaat optreden tegen mensen die de coronacrisis misbruiken om een misdaad te plegen. Deze zaken zouden snel worden behandeld met hoge strafeisen, beginnend met een voorwaardelijke gevangenisstraf. Het gaat om het dreigen met besmetting van hulpverleners, toezichthouders, politie en winkelpersoneel. Maar ook tegen babbeltrucs, geweld, oplichting en het verspreiden van nepnieuws zou extra hard worden opgetreden.
Op 24 maart 2020 waren alleen al in Oost-Nederland 13 politieagenten belaagd door coronahoesters. Er werden een tiental coronahoesters gearresteerd en voorgeleid. Deze strafprocessen verliepen via het supersnelrecht.
Vanaf 27 maart 2020 dook ook de term coronacriminaliteit op, voor mensen die misbruik maakten van de coronacrisis.

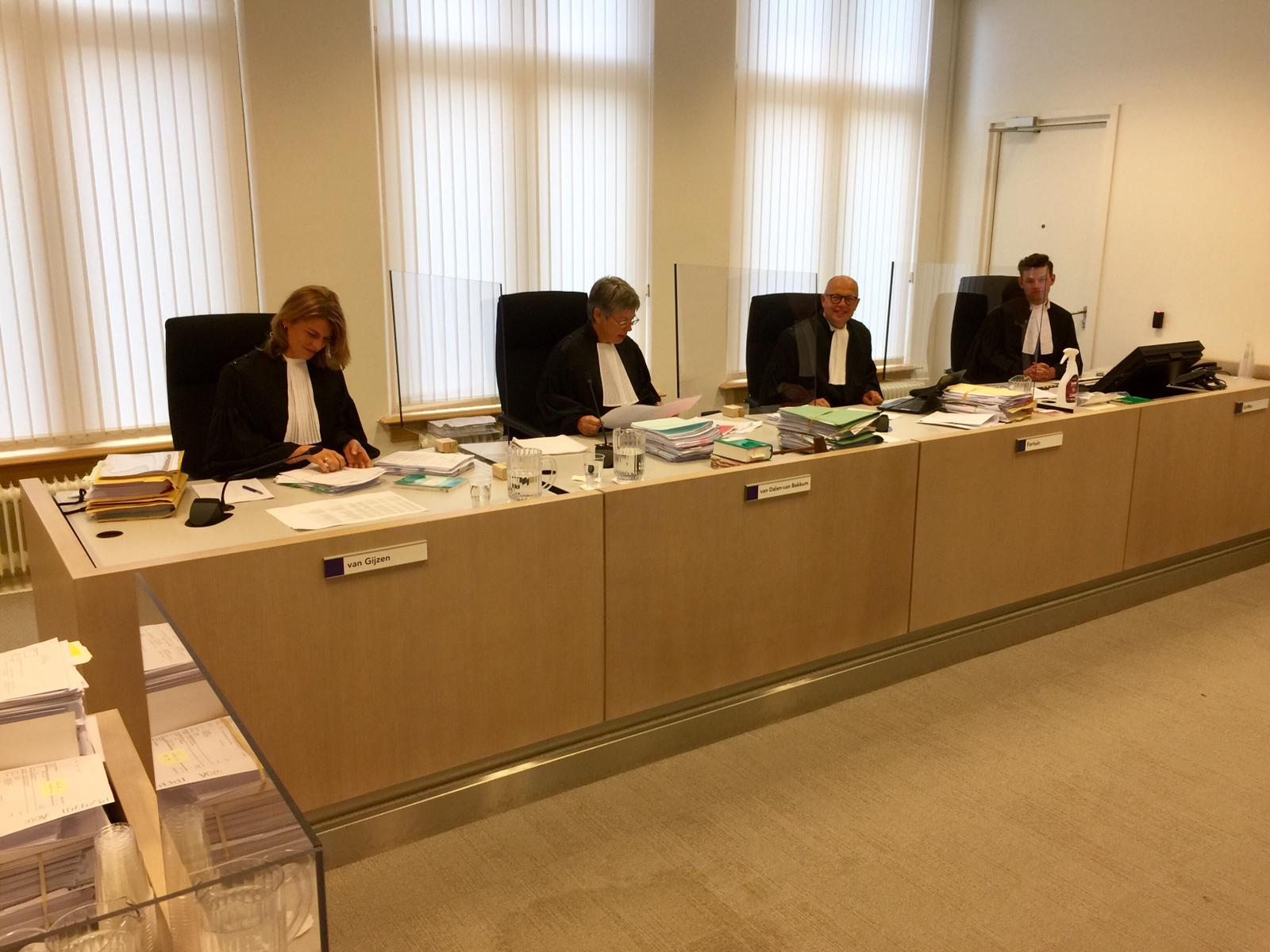
Zittingszaal met plexiglazen afscheidingen

Zittingen werden zoveel mogelijk "op afstand en met digitale middelen" gehouden. Vanaf 11 mei werden rechtszaken met procespartijen in de zittingszaal beperkt weer mogelijk, "als de fysieke aanwezigheid van partijen noodzakelijk is". In zittingszalen werden plexiglazen afscheidingen geplaatst.
Met ingang van 25 september 2021 werden, tegelijk met andere per die datum ingevoerde versoepelingen, de beperkingen aan toegang tot gerechtsgebouwen opgeheven. Belanghebbenden, pers en publiek hoefden zich niet meer van tevoren aan te melden. De basisregels bleven van kracht, evenals het gebruik van looproutes.

## Sport
Na de aangescherpte maatregelen die het kabinet op 12 maart aankondigde, namen veel sportbonden de beslissing om trainen en wedstrijden af te gelasten. Ook diverse toernooien gingen niet door of werden uitgesteld. Zo kondigde de KNVB aan dat alle wedstrijden in het amateur- en betaald voetbal tot en met in ieder geval 31 maart 2020 waren afgelast. Later werd de stillegging verlengd tot 6 april.
De judobond JBN en de hockeybond KNHB adviseerden om in ieder geval alle trainingen tot en met 31 maart 2020 af te gelasten. Ook werd de gehele Nederlandse competitie stilgelegd. Per 15 maart werden alle sportclubs tot in ieder geval 6 april 2020 gesloten.
Op 17 maart kondigde de UEFA aan dat het in juni 2020 in twaalf Europese landen te houden EK voetbal een jaar zou worden uitgesteld, tot juni 2021.
Op 18 maart schatte het NOC*NSF dat de sport in Nederland bijna een miljard euro aan inkomsten zou mislopen als er door het coronavirus tot 1 augustus niet kon worden gesport. Contributies vielen dan weg (140 miljoen euro), horeca (150 miljoen) en sportbonden (50 miljoen) liepen inkomsten mis en sportondernemers zouden hun omzet gedecimeerd zien worden (300 miljoen). Het stilleggen van het betaald voetbal kostte 110 miljoen en de kosten voor andere uit- of afgestelde sportevenementen bedroegen 200 miljoen. De belangrijkste kostenpost, huur, liep wel nog steeds door.
Op 19 maart werd bekendgemaakt dat de Grand Prix Formule 1 van Nederland die plaats zou vinden van 3 tot 5 mei in Zandvoort werd uitgesteld. Ook de Invictus Games die van 9 tot 16 mei zouden worden gehouden in Den Haag werden met een jaar uitgesteld.
Op 26 maart kwam NOC*NSF met een noodfonds van 4 tot 5 miljoen euro. Dit zogenaamde 'Coronanoodfonds Sport' diende om bonden en verenigingen die vanwege het coronavirus in financiële problemen kwamen, te ondersteunen.

## Verkeer en vervoer

### Wegverkeer
De maatregelen in verband met het coronavirus hadden invloed op het wegverkeer. Het aantal files en incidenten namen drastisch af. Volgens Rijkswaterstaat verliepen de spitsuren zeer rustig. Zo staat er op een doordeweekse donderdag gemiddeld 300 kilometer file tijdens de spits. Op 19 maart was dit zes kilometer. De aanhoudende rust zorgde volgens Rijkswaterstaat ervoor dat het aantal meldingen van dieren op de weg toenam. Door het veel minder druk geworden wegverkeer is sinds 12 maart het aantal verkeersongelukken met de helft verminderd ten opzichte van deze week een jaar geleden. Dit blijkt uit onderzoek van politie, het Verbond van Verzekeraars en Verkeersbureau VIA. Ook de navigatie-applicatie Waze ontving 40% minder meldingen van weggebruikers, waarvan 65% minder ongevallen en 40% minder pechgevallen. Halverwege april 2020 bleek dat de intensiteit op de wegen aan het stijgen was, bleek uit gegevens van de Nationale Databank Wegverkeersgegevens.
Ook Stichting Incident Management Nederland, verantwoordelijk voor bergingen op het hoofdwegennet, zag een daling in het aantal bergingsopdrachten. Op maandag 2 maart waren er 457 opdrachten tegenover 240 opdrachten op maandag 16 maart.
Doordat België onder andere de grens met Nederland gesloten heeft voor niet-essentiële bezoeken, proberen sommige weggebruikers de politiecontroles aan de grens te omzeilen door het gebruik van navigatie-apps zoals Waze en Google Maps. De Belgische overheid heeft daarom afgesproken met de bedrijven achter de navigatie-apps om tijdelijk geen politiecontroles in heel België meer te melden aan weggebruikers waardoor buitenlanders de grenscontroles moeilijker kunnen omzeilen.
Diverse wegbeheerders zoals Rijkswaterstaat, de provincies en gemeenten lieten personeel dat geen cruciale functie heeft verplicht thuiswerken en sloot diverse kantoren. Operationele beroepen zoals: weginspecteurs, brugwachters, wegverkeersleiders, nautisch operators, tunneloperators en het personeel van de landelijke infolijn bleven op hun post. Ook wegenprojecten gaan door zolang de veiligheid dit toelaat.
De coronacrisis lijkt ervoor gezorgd te hebben dat meer personen hun kennis over de verkeersregels op willen frissen. De website van Veilig Verkeer Nederland, met name de pagina's over verkeersregels, hebben tussen 18 maart en 23 maart meer bezoekers ontvangen.

Uit gegevens van Sensornet bleek dat het verkeerslawaai in het gehele land afgenomen was. Gemiddeld genomen is er sinds januari per dag een daling van 6 a 7 decibel in de buurt van drukke wegen.

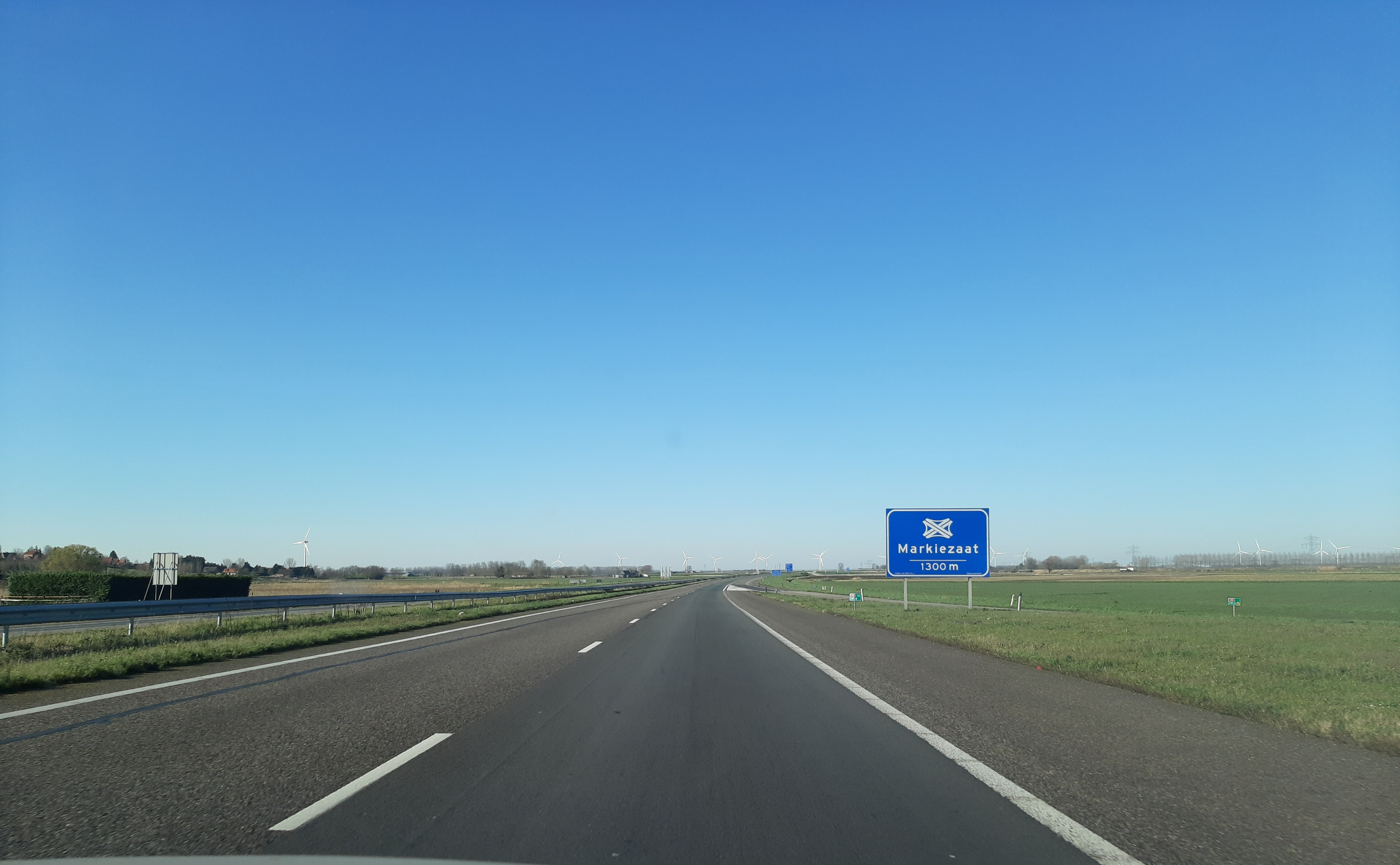
Uitgestorven A58 ter hoogte van Hoogerheide.
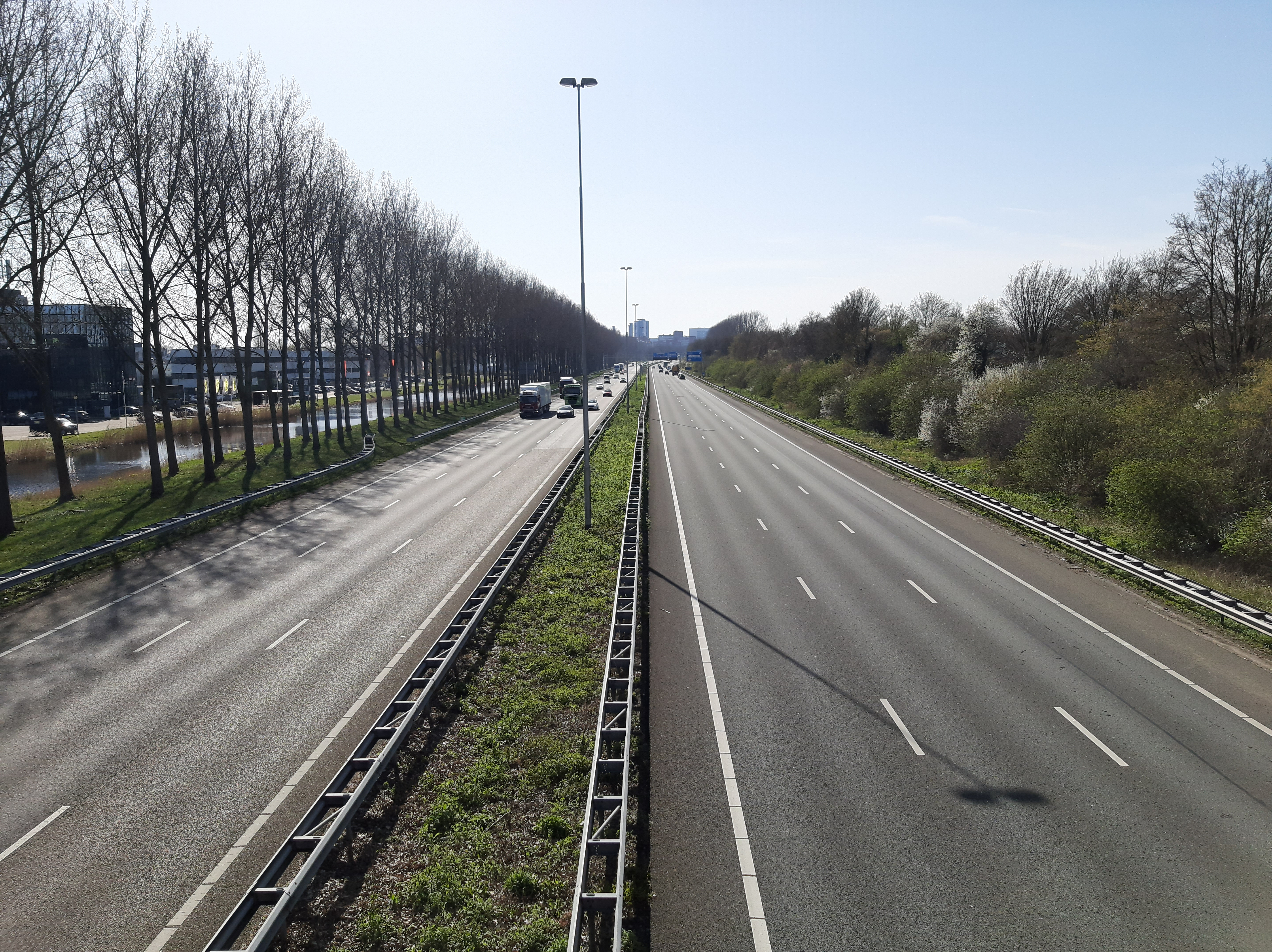
De A20 ter hoogte van Rotterdam-Oost tijdens de spits.
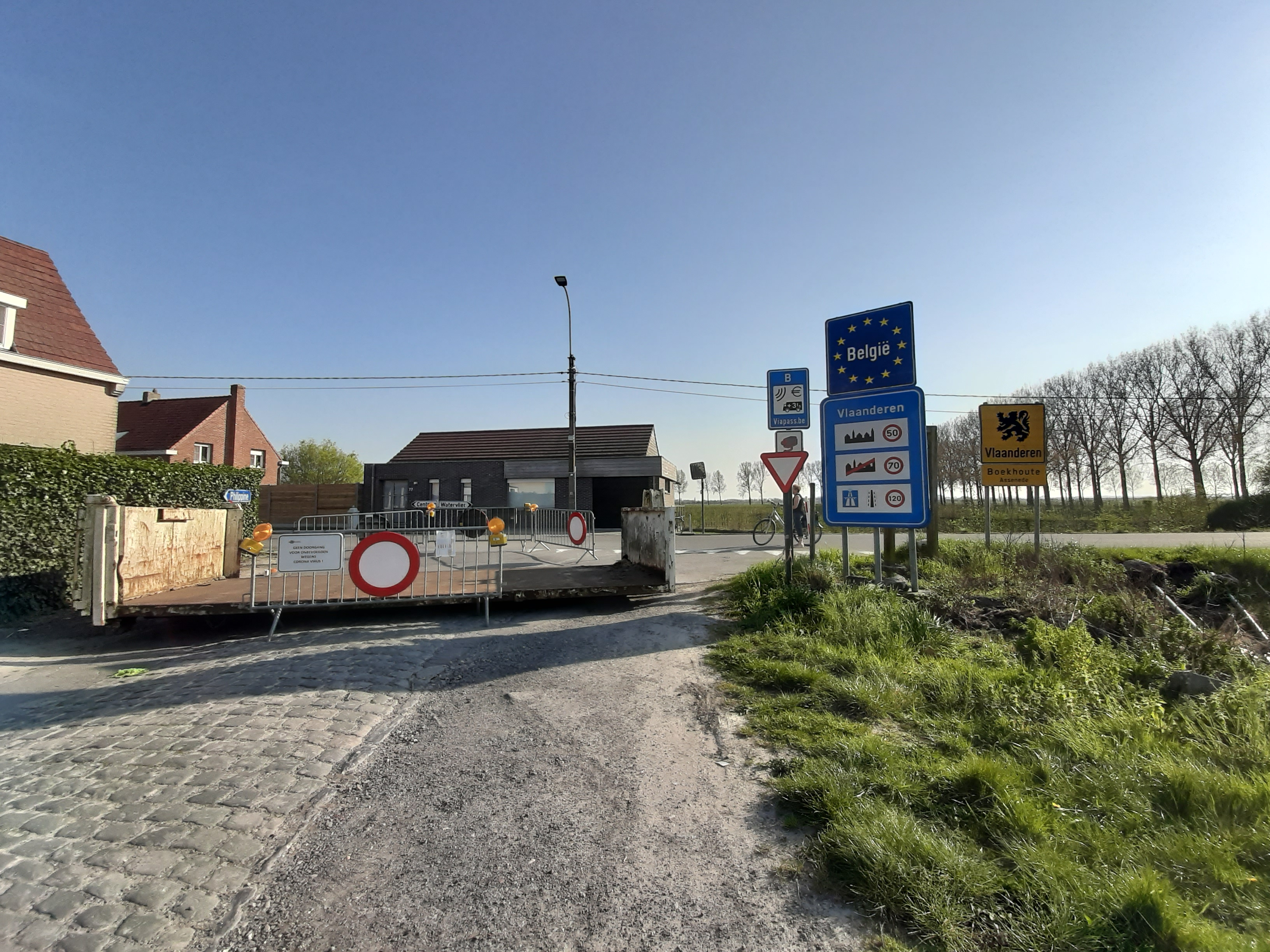
Wegafsluiting bij de grens met België.

### Openbaar vervoer
Doordat vanaf 12 maart veel mensen thuiswerken en er veel evenementen zijn afgelast is in het openbaar vervoer het reizigersaanbod verminderd. Verder is er minder personeel doordat bijvoorbeeld verkouden personeelsleden vanwege de kans dat ze besmet zijn met het coronavirus niet mogen werken.
Vanaf 13 maart rijden er minder en/of kortere (spits)treinen. In metro, tram en bus wordt naar behoefte de dienstregeling beperkt. In tram en bus kan niet meer bij de buschauffeur of conducteur worden ingestapt of een kaartje gekocht. Men dient achterin in te stappen, zo is de kans op besmetting van de chauffeurs het kleinst en kan het openbaar vervoer in bedrijf blijven. Een veelal aangebracht lint moet de chauffeur of conducteur van de passagiers scheiden. Vanaf 28 maart doen de tramconducteurs in Amsterdam hun werk vanachter een plastic scherm.
Op 16 maart bleek het aantal treinreizigers in de spits met 85 procent afgenomen. Diverse vervoerbedrijven hebben hun dienstregeling versoberd.
Op 17 maart kondigde de NS aan dat als gevolg van de sterke daling van het aantal reizigers, met ingang van 21 maart de treindienst sterk wordt ingekrompen. Bijna alle intercitydiensten, inclusief Intercity direct, vervallen en op alle spoorlijnen blijven alleen (twee keer per uur) sprinters rijden, die op alle stations stoppen. Alleen op de verbindingen Schiphol – Venlo, Arnhem – Den Helder, Maastricht – Eindhoven en Enschede – Utrecht blijven intercitydiensten gehandhaafd. Ook de nachttreinen rijden niet meer. Wegens de sluiting van Het Spoorwegmuseum is de pendeldienst Utrecht Centraal – Utrecht Maliebaan opgeschort. De internationale treindienst wordt sterk aangepast. Zo reed de Thalys vanuit Nederland naar Disneyland Parijs niet meer tot en met halverwege mei. Voor het tot 15 procent van het normale aantal gedaalde reizigers, wordt het aantal zitplaatsen teruggebracht tot 35 procent, zodat er voldoende ruimte blijft om niet te dicht op elkaar in de trein te hoeven zitten. De NS zet nog maar de helft van zijn personeel in. NS beveelt aan niet met de trein te reizen als dit niet strikt noodzakelijk is.
Door het grotere aantal zieke personeelsleden en door het wegblijven van reizigers (afname circa 80 procent) krimpen de stads- en streekvervoerbedrijven hun diensten in. De frequenties gaan omlaag. In Amsterdam zijn op 16 maart al twee tramlijnen (6 en 11) geschrapt en ook de in december 2019 geopende Uithoflijn in Utrecht staakt zijn diensten. Het openbaar vervoer loopt ruim 60 miljoen euro per maand mis.
In Amsterdam wordt vanaf 23 maart de dienst op tram- en buslijnen uitgedund. Vanaf 30 maart wordt er nog verder geschrapt en rijden de meeste metro's, trams en bussen nog maar vier keer per uur. Metrolijn 51 wordt gestaakt. Dit omdat er veel zieken zijn en het aantal reizigers sterk is gedaald tot soms slechts enkele passagiers per voertuig. Ook in Den Haag en Rotterdam is het aantal reizigers tot een kwart gedaald en wordt het aantal ritten op de bus, tram- en metrolijnen tot ongeveer de helft uitgedund. Ook elders wordt de dienstverlening van het stads- en streekvervoer verder uitgedund.
Vanaf 28 maart wordt de veerdienst van de TESO tussen Den Helder en Texel gehalveerd. Met één i.p.v. twee veerboten wordt nog een uurdienst gevaren. Dit in verband met het sterk afgenomen aantal reizigers. Ook naar de andere Waddeneilanden varen nu minder veerboten.
ProRail en Strukton Rail gebruikten de coronaluwte voor spoorvernieuwing aan de Schipholtunnel. Dit onderhoud aan de oudste van de twee tunnelbuizen stond eigenlijk gespreid gepland over 2020 en 2021, maar kan nu tussen 30 maart en 6 april geheel worden uitgevoerd.
Vanaf 31 maart (voorlopig tot 30 april) rijden er geen rechtstreekse treinen meer tussen Amsterdam en Parijs. Wel blijft er nog één keer per dag een Thalys pendelen van en naar Brussel. Daarnaast rijden er nog overdag intercitytreinen tussen Rotterdam en Antwerpen. De Eurostar naar Londen was al eerder gestaakt. Ook de intercity Amsterdam – Berlijn komt sinds 23 maart niet meer in Nederland, wel rijdt nog de Intercity-Express vier keer per dag tussen Amsterdam en Frankfurt.

De website 9292 zag dat het aantal opgevraagde reisadviezen met 70% daalde.

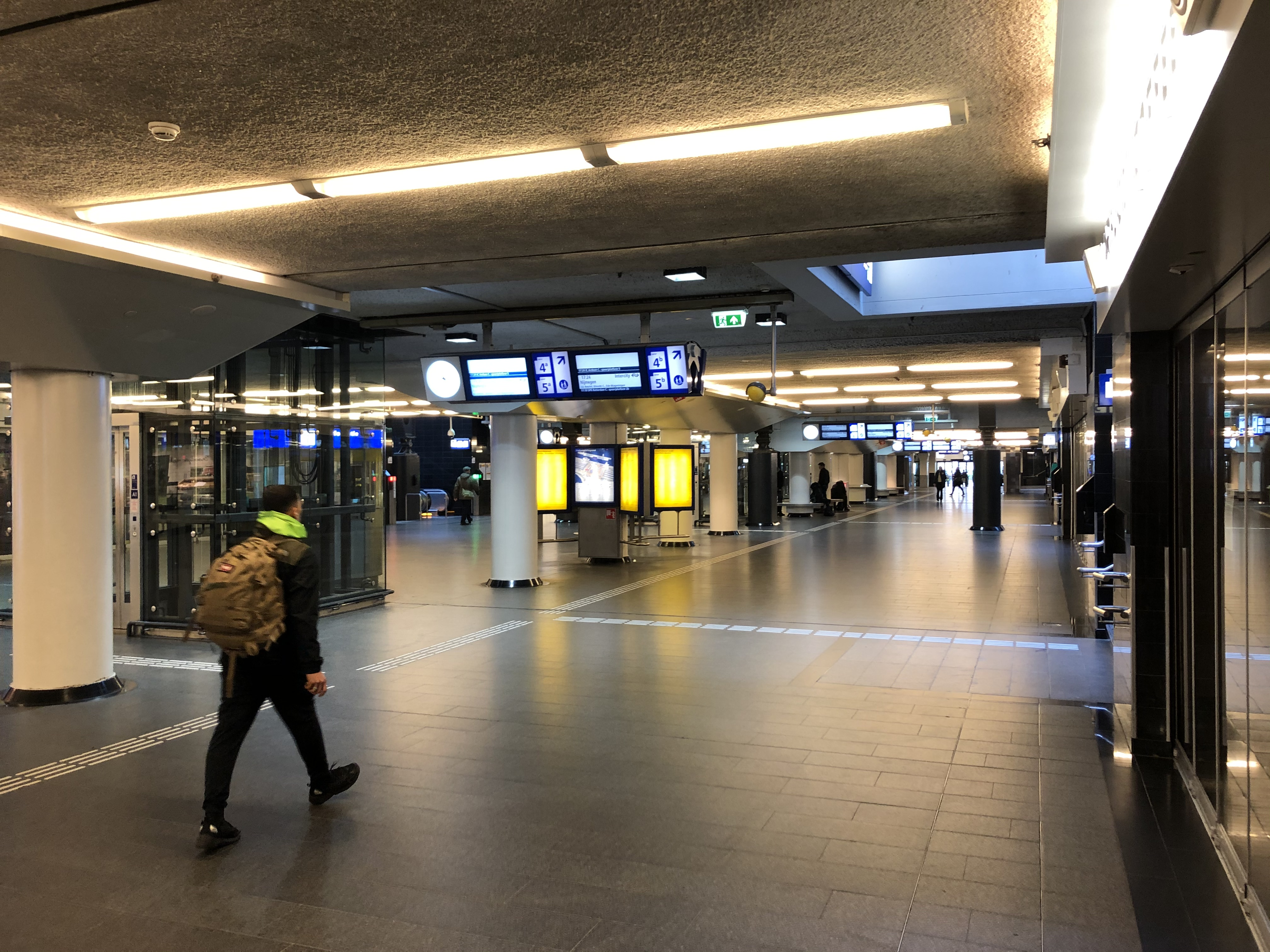
Amsterdam Centraal op een vrijdag rond een uur of 17.00. Normaal spitsuur, maar tijdens de crisis zijn er nauwelijks reizigers.
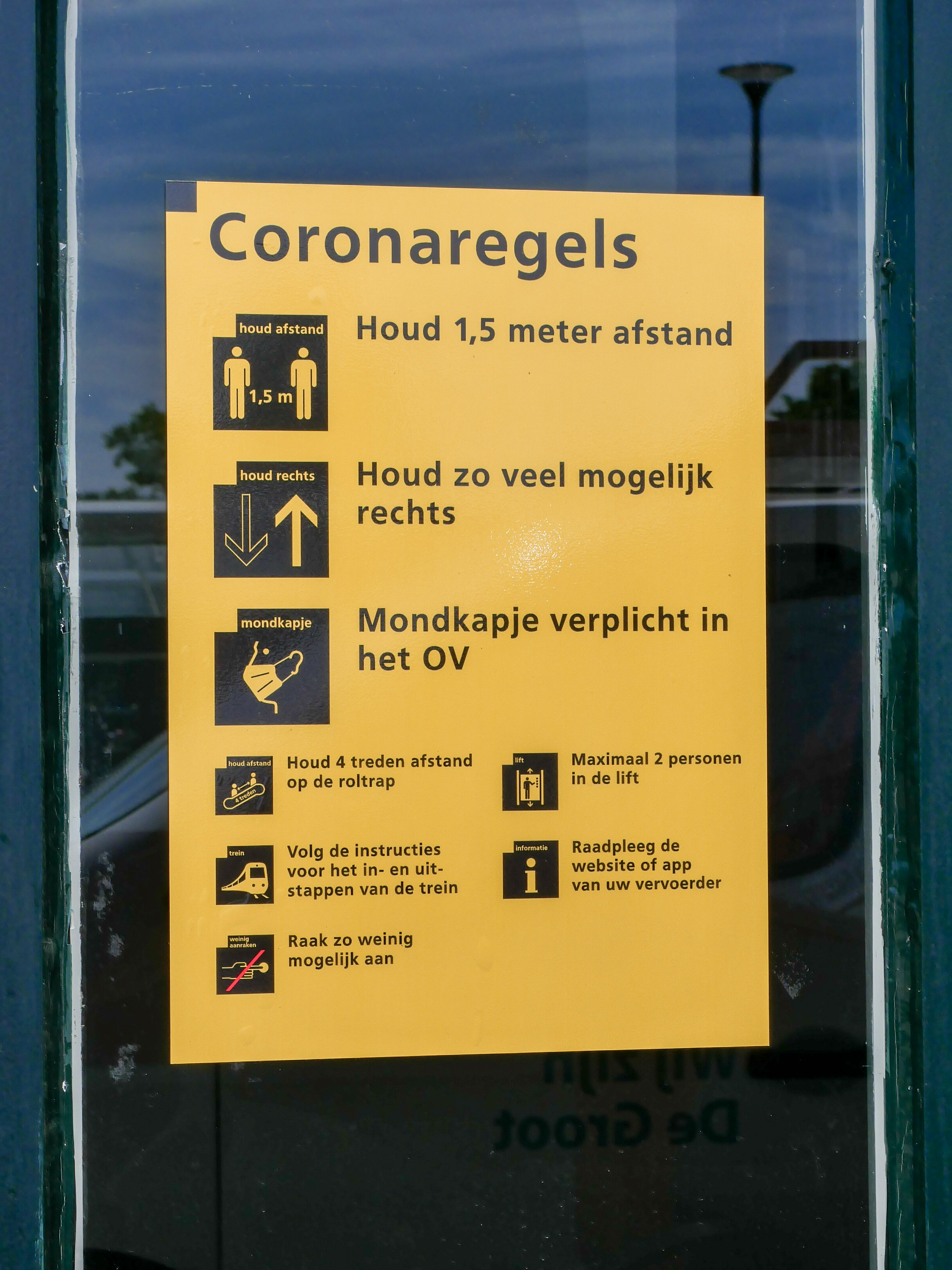
Coronaregels op station Winterswijk
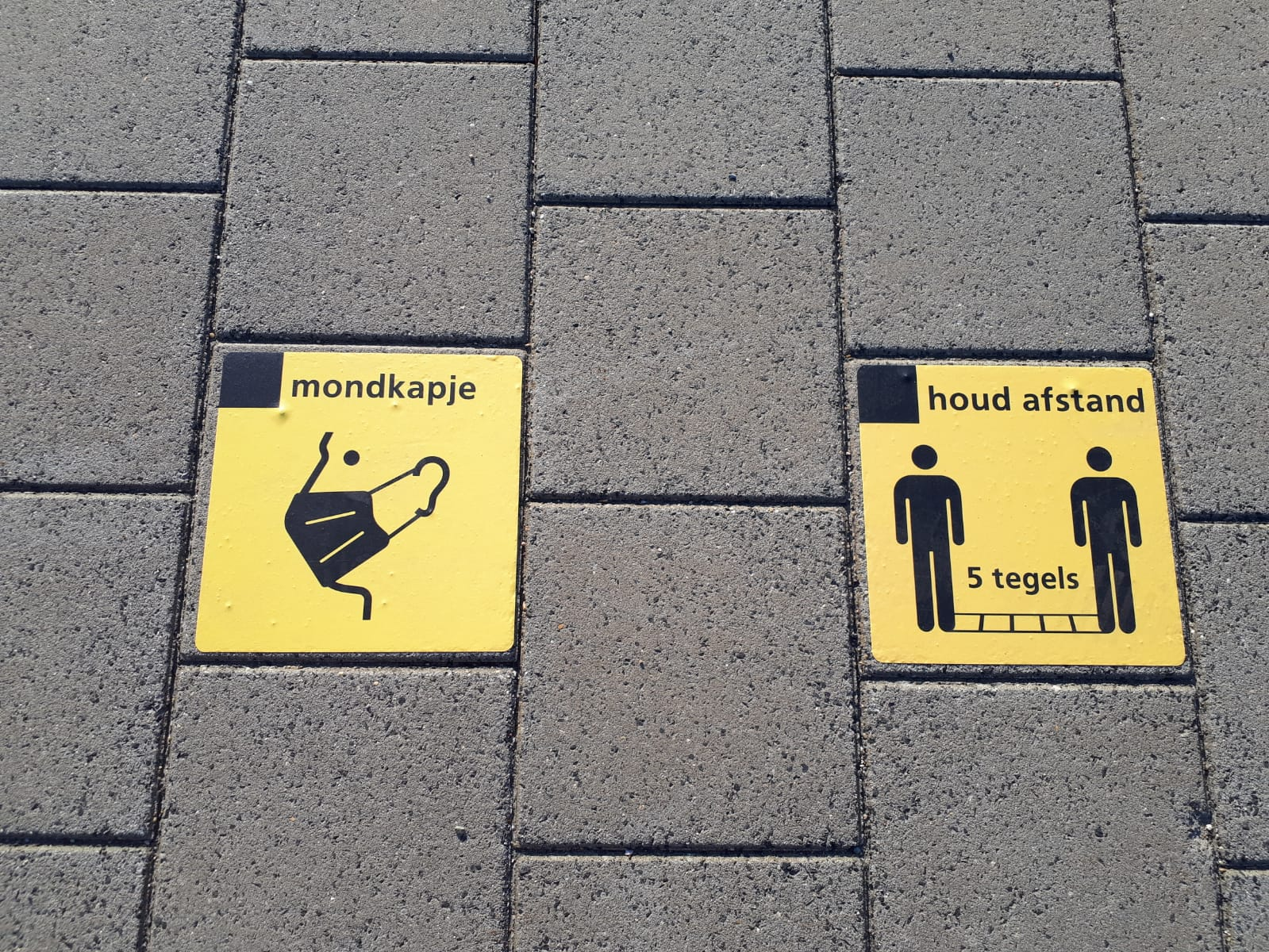
Coronaregels op station Breukelen.
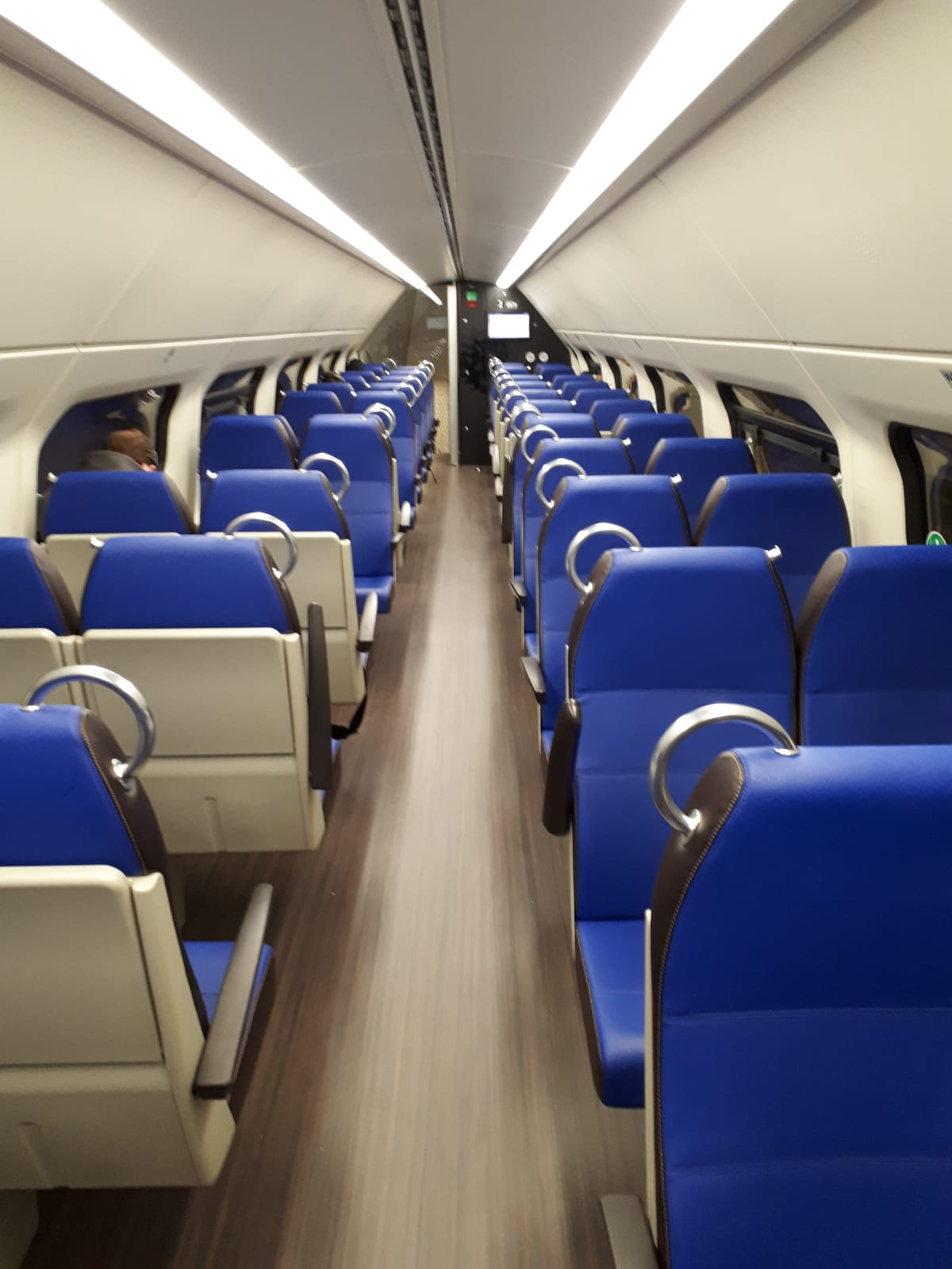
Bovendek van Dubbeldeksinterregiomaterieel tijdens de spits tussen Amsterdam en Utrecht

### Scheepvaart
Vanwege de coronacrisis was er een afname in de drukte op waterwegen te zien. Ook werd de dienstregeling van brug- en sluisopeningen gewijzigd, of werden sommige bruggen en sluizen gesloten. Ook werden er een aantal veerponten uit de vaart genomen.

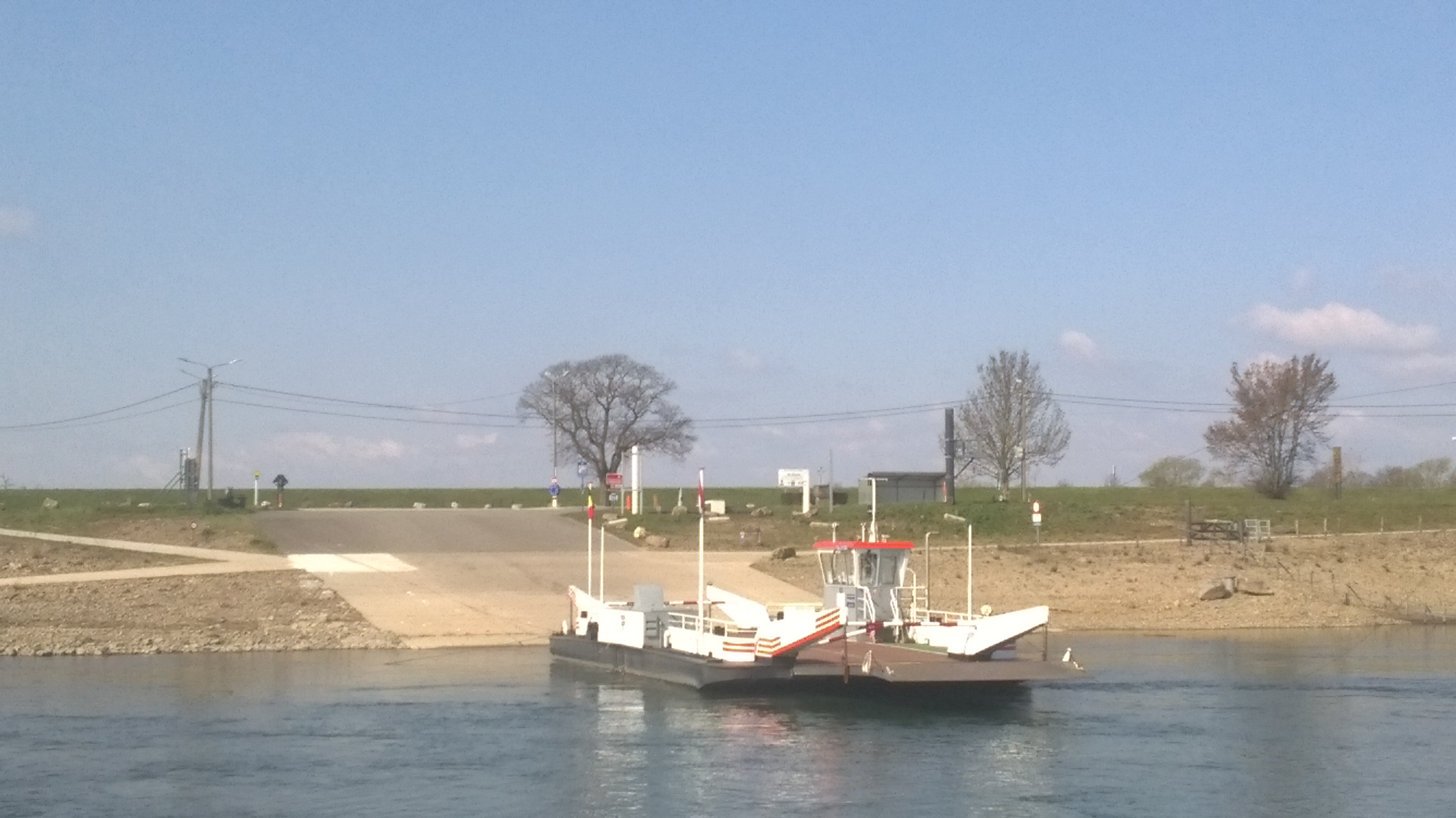
De veerboot van Berg aan de Maas - Meeswijk was gestremd.

## Avondklok

### Eerste avondklok (artikel 8 Wet buitengewone bevoegdheden burgerlijk gezag)
Op 21 januari 2021 werd bekendgemaakt dat vanaf 23 januari 2021 in geheel Nederland een avondklok werd ingesteld, van 21.00 tot 04.30 uur.  Dit werd gedaan door artikel 8 Wet buitengewone bevoegdheden burgerlijk gezag (Wbbbg) in werking te laten treden. Dit is noodzakelijk, omdat de Wbbbg normaliter niet van kracht is. Volgens artikel 1 Wbbbg kan, (o.a.) artikel 8, op voordracht van de minister-president, bij koninklijk besluit in werking worden gesteld.
Dit koninklijk besluit werd op 22 januari 2021 gepubliceerd op rijksoverheid.nl. Dezelfde dag werd in de Staatscourant de regeling van de minister van Justitie gepubliceerd waarin nadere regels stonden. Deze regels hadden o.a. betrekking op de uitzonderingen, maar bepaalde bijvoorbeeld ook dat de avondklok op 23 januari 2021 om 21.00 uur inwerking trad.
Volgens artikel 1 lid 2 Wbbbg moet na het inwerking laten treeden van van (o.a.) artikel 8, een wetsvoorstel naar de Tweede Kamer worden gestuurd. Dit is op 4 februari 2021 ingediend. Op 11 februari 2021 stemde een meerderheid van SP, PvdA, GroenLinks, 50PLUS, DENK, D66, VVD, CDA en ChristenUnie voor de voortduringswet.
Op 16 februari 2021 besloot de voorzieningenrecht in Den Haag, in een procedure aangespannen door Stichting Viruswaarheid.nl dat de Staat der Nederlanden artikel 8 leden 1 en 3 Wbbbg per omgaande buiten werking te stellen. De Staat stelde hiertegen nog diezelfde dag een turbospoedappèl in. Dit werd door de Staat gewonnen waardoor de avondklok bleef bestaan. Uiteindelijk vernietigde op 26 februari 2021 het Gerechtshof Den Haag in hoger beroep de beslissing van Rechtbank Den Haag in een einduitspraak.
Voordat de Eerste Kamer over het wetsvoorstel kon stemmen trok de minister van Justitie op 22 februari 2021 het voorstel in. De minister trok het voorstel terug, omdat dit inmiddels overbodig was geworden. Dit omdat een nieuw voorstel voor een avondklok inmiddels was aangenomen. Op 22 februari werd ook de op de Wbbbg gebaseerde avondklok buitenwerking gesteld.

### Tweede avondklok (Tijdelijke wet beperking vertoeven in de openlucht covid-19)
In verband met de juridische procedures over de avondklok, besloot de regering een voorstel tot wijziging van Hoofdstuk Va van de Wet publiek gezondheid in te dienen. Dit voorstel hield een avondklok op basis van die wet in en dus niet op basis van de Wbbbg. Het wetsvoorstel werd op 17 februari 2021 bij de Tweede Kamer ingediend. De Tweede Kamer nam het voorstel op 18 februari 2021 aan met een meerderheid van SP, PvdA, GroenLinks, 50PLUS, D66, VVD, CDA en ChristenUnie. Op 19 februari volgde de Eerste Kamer. De wet werd op 22 februari in het Staatsblad gepubliceerd.
De wet trad na publicatie direct in werking. De wet dient te worden aangehaald als Tijdelijke wet beperking vertoeven in de openlucht covid-19.
Het tijdelijke element zit in het feit dat het geen op zichzelf staande wet is, maar een aanpassing van de Wet publieke gezondheid. En wel van hoofdstuk Va van die wet. Dit hoofdstuk is ingevoerd via de Tijdelijke wet maatregelen covid-19 (Twm). In artikel VIII lid 1 aanhef en sub a van die wet staat dat de Twm na drie maanden vervalt. Echter, o.g.v. artikel VIII lid 3 van de Twm staat dat bij koninklijk besluit kan worden bepaald dat de maatregelen op een later moment vervallen. De Twm trad op 1 december 2020 in werking en is sindsdien één keer verlengd, namelijk op 18 februari 2021, waardoor de Twm tot 1 juni 2021 geldt.
De essentie van de Tijdelijke wet beperking vertoeven in de openlucht covid-19 is eigenlijk heel beperkt en bepaald dat bij ministeriële regeling regels kunnen worden gesteld met betrekking tot «het vertoeven in de openlucht, met dien verstande dat onder openlucht niet wordt begrepen openlucht behorende bij een woning of een gedeelte daarvan of bij het woongedeelte van een voertuig of vaartuig.» De minister van Justitie heeft gebruik gemaakt van zijn bevoegdheid om via een ministeriële regeling een avondklok in te voeren. Dit heeft hij gedaan in de Tijdelijke regeling maatregelen covid-19 (Trm). Meer specifiek in §6.9 Trm. In artikel 6.15 Trm staat het verbod om in de openlucht te vertoeven.
Op 30 maart werd de Trm dusdanig aangepast dat de dagelijkse starttijd van de avondklok werd verlaat van 21.00 uur naar 22.00 uur. De verlating trad in werking op 31 maart 2021 om 22.00 uur.